# Région des Mille étangs
Pour les articles homonymes, voir Mille.
Cet article concerne la région naturelle, culturelle et son habitat. Pour la structure intercommunale, voir Communauté de communes des mille étangs.
La région des Mille étangs, aussi appelée plateau des Mille étangs, est une zone géographique de plus de 220 km2 située dans la partie nord-est du département de la Haute-Saône en région Bourgogne-Franche-Comté.
À la fin de la dernière ère glaciaire, il y a 12 000 ans, le retrait du glacier de la Moselle débordant au-dessus des Vosges saônoises a formé des surcreusements dans le socle primaire qui recouvrait la région favorisant la formation de tourbières, marécages sur trois plateaux dont l'altitude varie de 310 mètres à 781 mètres. Au Moyen Âge, l'espace est transformé par l'Homme qui y développe la pisciculture en aménageant des étangs. Ces réserves d'eau sont ensuite utilisées aux XIXe et XXe siècles par les industries textiles et papetières locales.
Au début du XXIe siècle, cette région, majoritairement recouverte de forêt, présente un intérêt environnemental par ses zones humides qui abritent des biotopes remarquables et adaptés à un milieu froid et humide. Cette région des Mille étangs est reconnue comme zone naturelle d'intérêt écologique, faunistique et floristique (ZNIEFF), elle est en grande partie incluse dans une zone Natura 2000 et dans le parc naturel régional des Ballons des Vosges ; au sud se trouve la réserve naturelle régionale de la tourbière de la Grande Pile. Les Mille étangs possèdent également un intérêt touristique par ses paysages qui lui valent le surnom de « Petite Finlande » par analogie avec les « Mille Lacs » finlandais.

## Géographie

### Localisation
La région des Mille Étangs recouvre une zone de plus de 220 km2 dans la partie nord-est du département de la Haute-Saône en région Bourgogne-Franche-Comté.

### Géologie et relief

Limite des glaciations sur le plateau des Mille étangs.

La zone – située entre le massif des Vosges au nord-est et la dépression sous-vosgienne à l'ouest – est parsemée d'environ 850 étangs. Ceux-ci se sont formés au Quaternaire, à la fin de la dernière ère glaciaire, il y a 12 000 ans, par le retrait du glacier de la Moselle débordant vers les Vosges saônoises au-delà de la ligne des crêtes. Le paysage de cette époque s'apparentait à un fjell, un plateau rocheux de basse altitude rongé par un glacier. Le surcreusement du plateau composé d'un socle primaire forme des verrous glaciaires, des accumulations de matériel morainique et de gros blocs erratiques qui, en gênant les écoulements, ont favorisé l'apparition d'étangs, de marécages et de tourbières,,.
L'altitude du plateau des Mille étangs varie entre 310 mètres et 781 mètres. Il existe en réalité trois plateaux d’altitudes différentes : un « plateau inférieur » dans le secteur de Mélisey, un « plateau médian » autour d'Écromagny et un « plateau supérieur » dans le secteur de Beulotte-Saint-Laurent.

Vestiges de l'ère glaciaire à Mélisey.
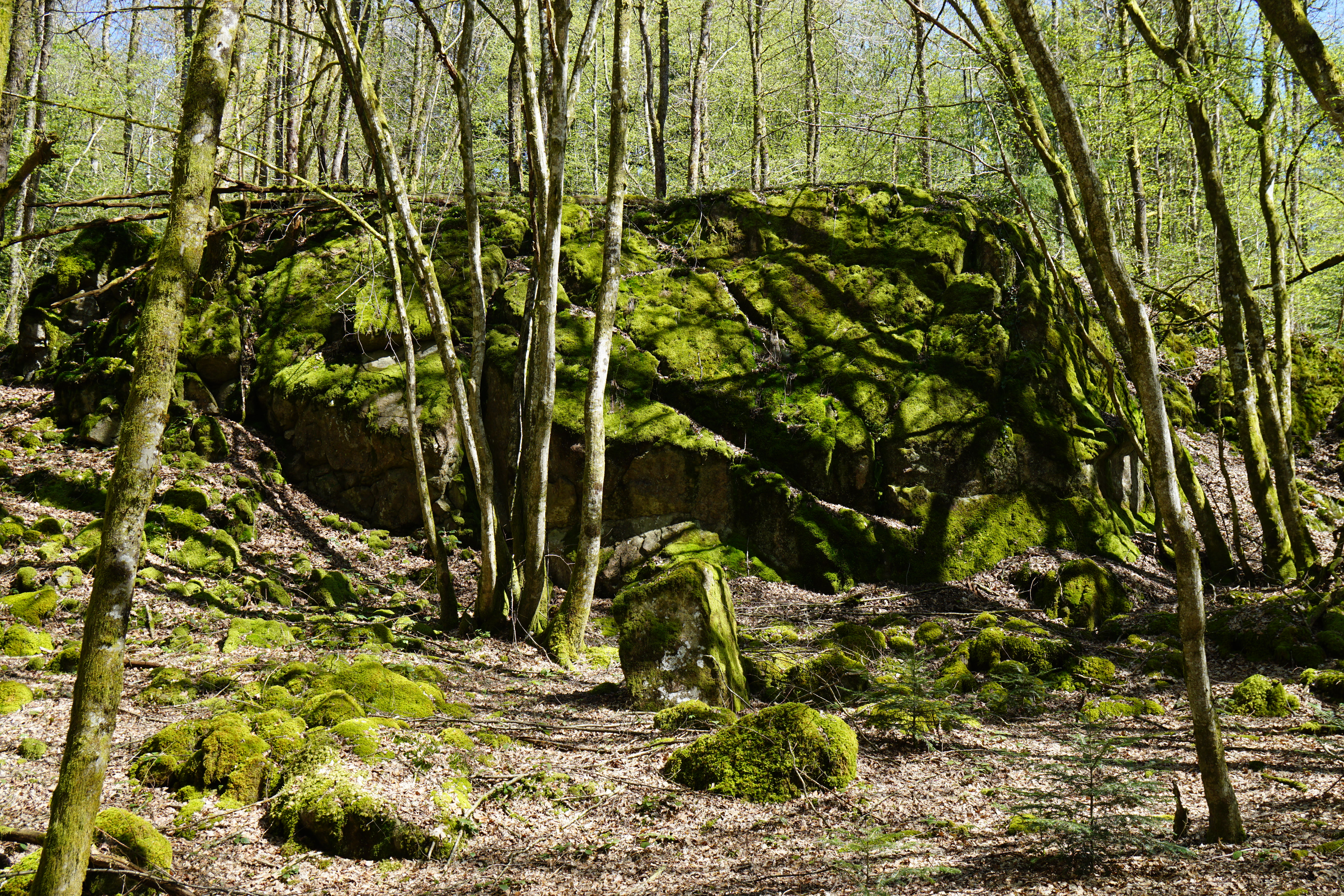
Grand rocher glacier.
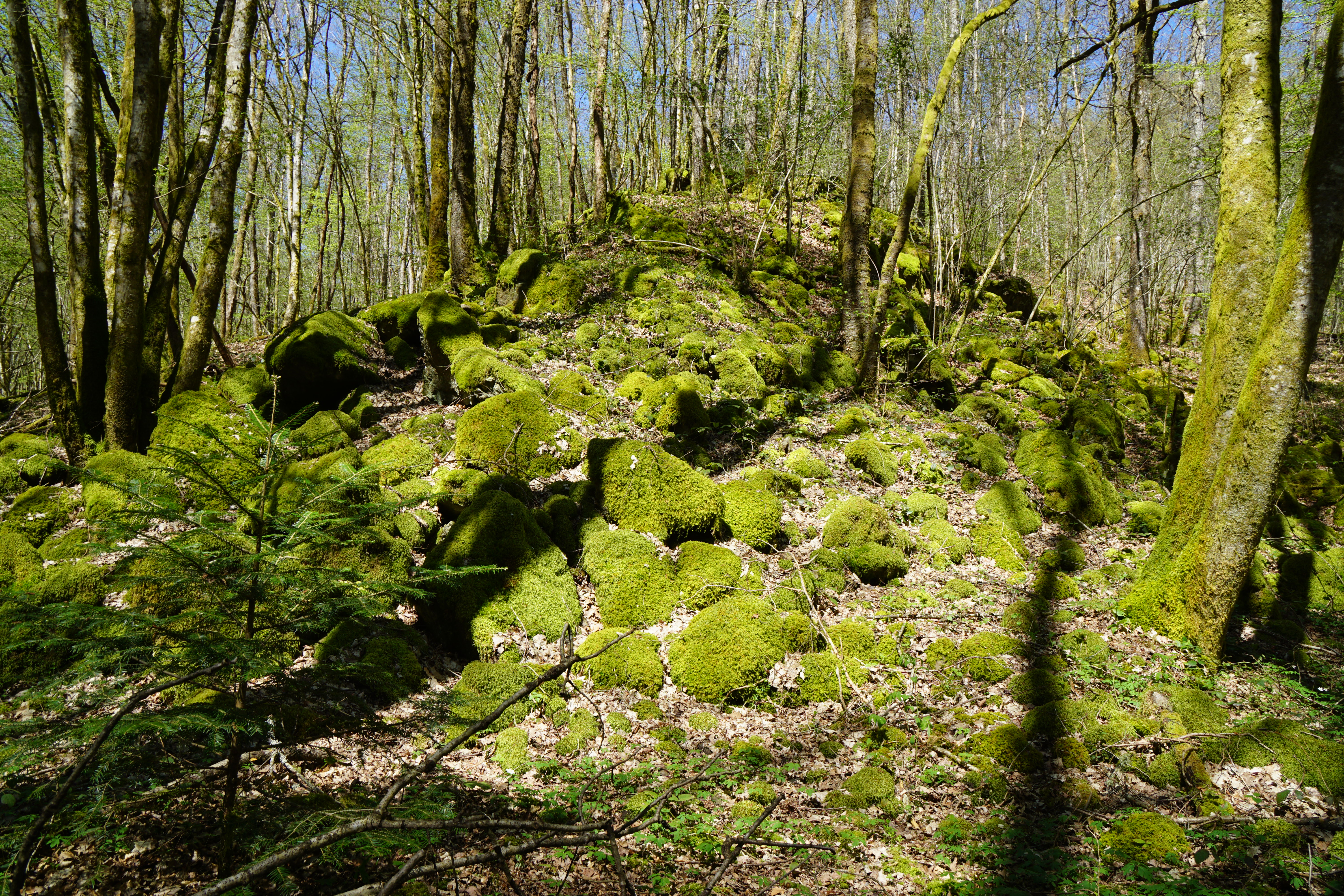
Moraine.
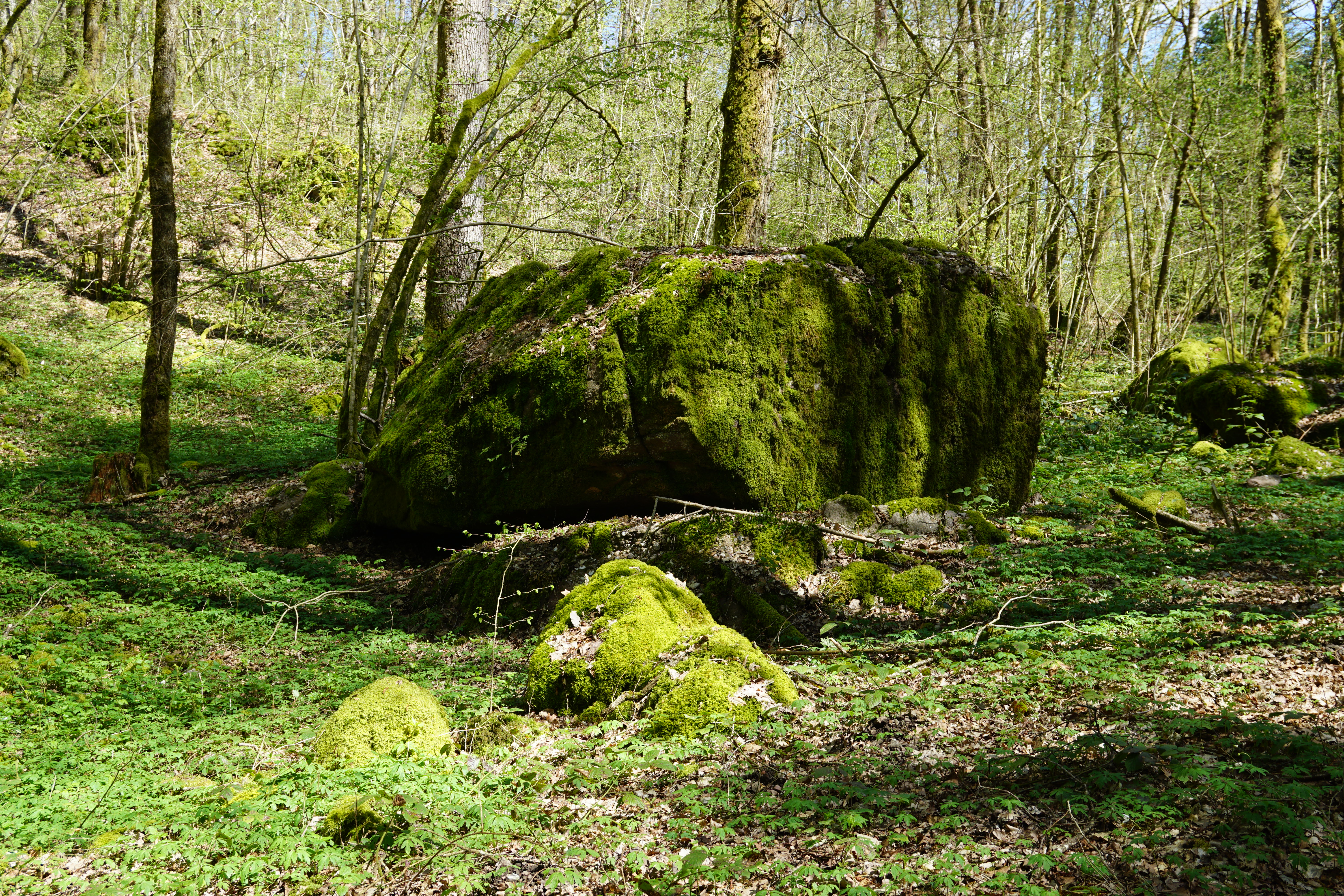
Bloc erratique.

### Hydrologie
L’hydrosystème est organisé autour de deux rivières, le Breuchin à l'Ouest et l'Ognon à l'Est. Le territoire est parsemé d'environ 850 étangs de taille variable, mais n'excédant guère une dizaine d'hectares, voir 2 ha pour le plateau le plus élevé. En basse altitude, les étangs sont plus étendus et leurs eaux, plus riches. Au total, les étangs occupent 7 % de la surface du site. 25 ruisseaux d'une longueur totale de 174 km sillonnent le plateau,.
Le site Natura 2000 des Mille étangs compte 1 590 zones humides (dont des tourbières) sur une surface de 1 530 ha (8 % de la surface du site) dont 600 ha d'étangs et 490 ha de prairies humides.

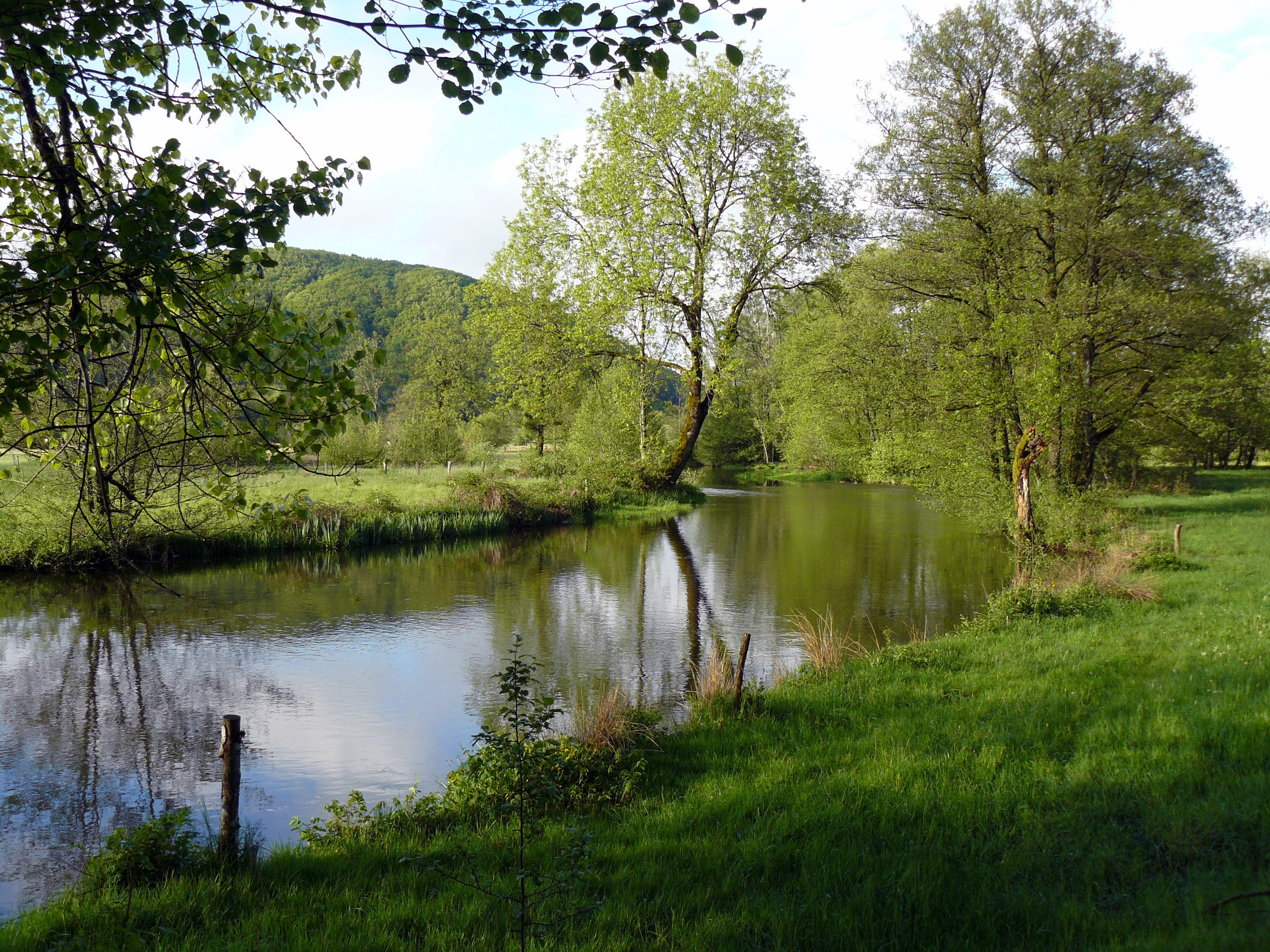
Le Breuchin entre La Voivre et Raddon.
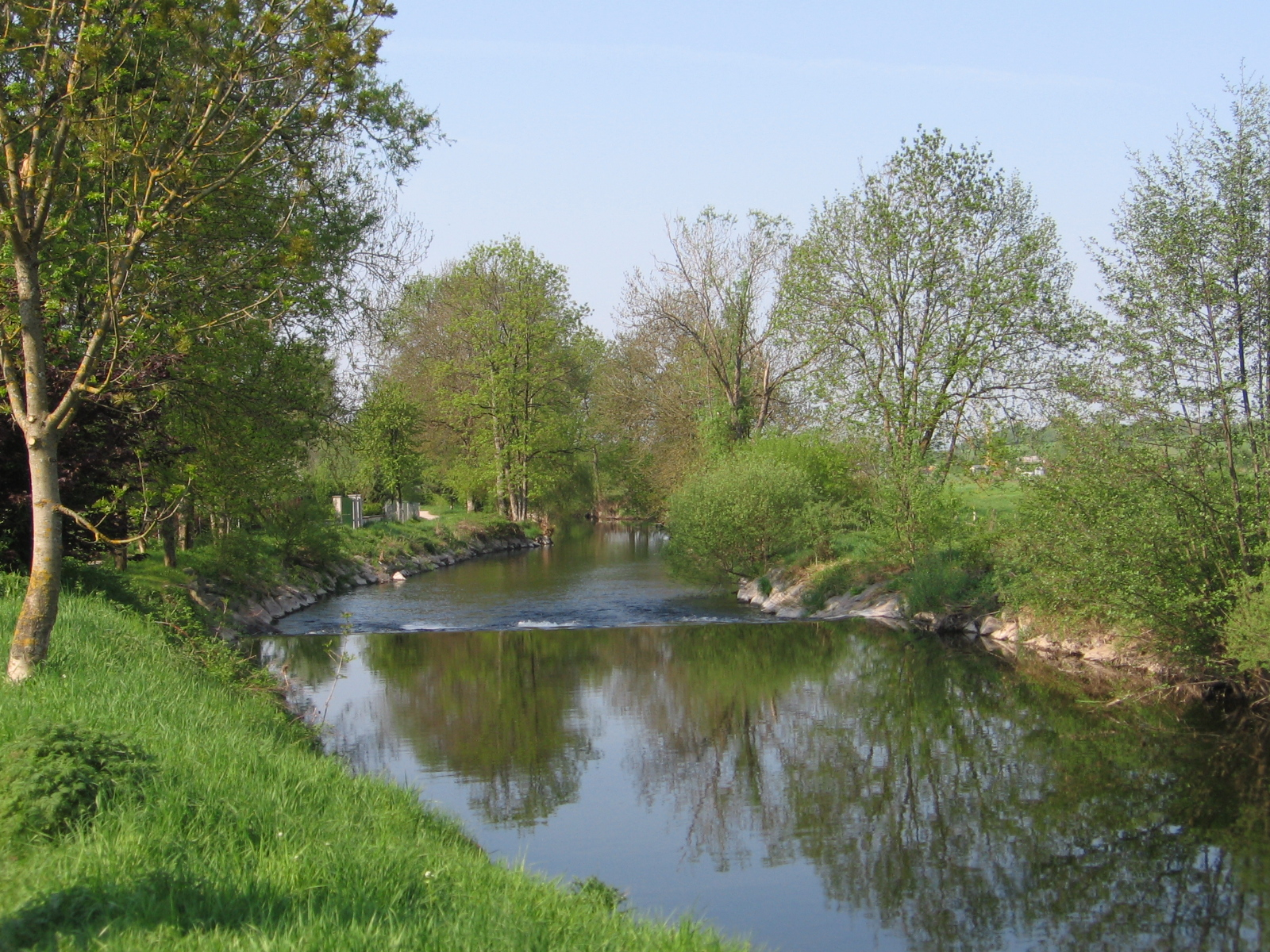
L'Ognon près de Lure.
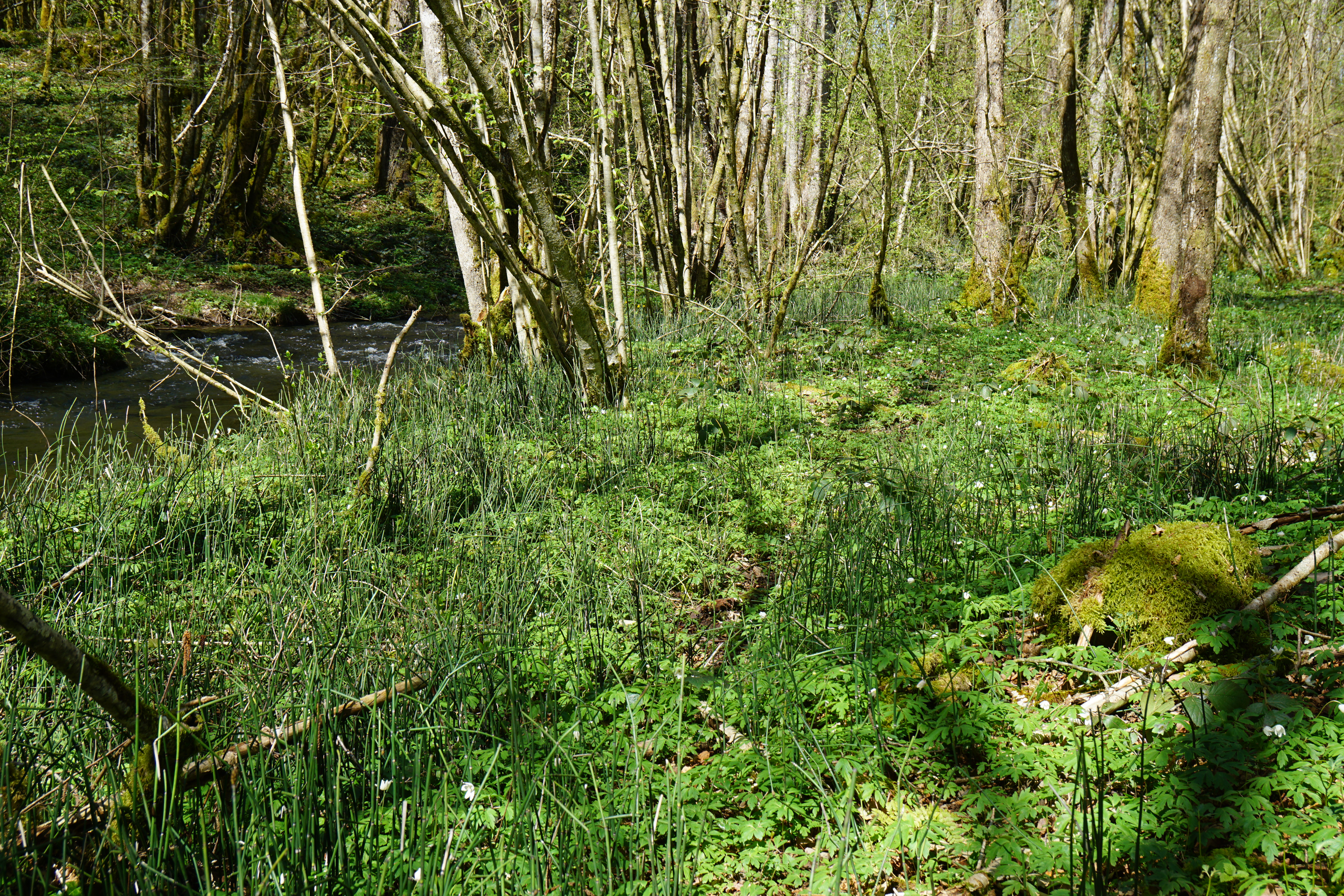
Zone humide au bord du ruisseau de Mansevillers à Mélisey.
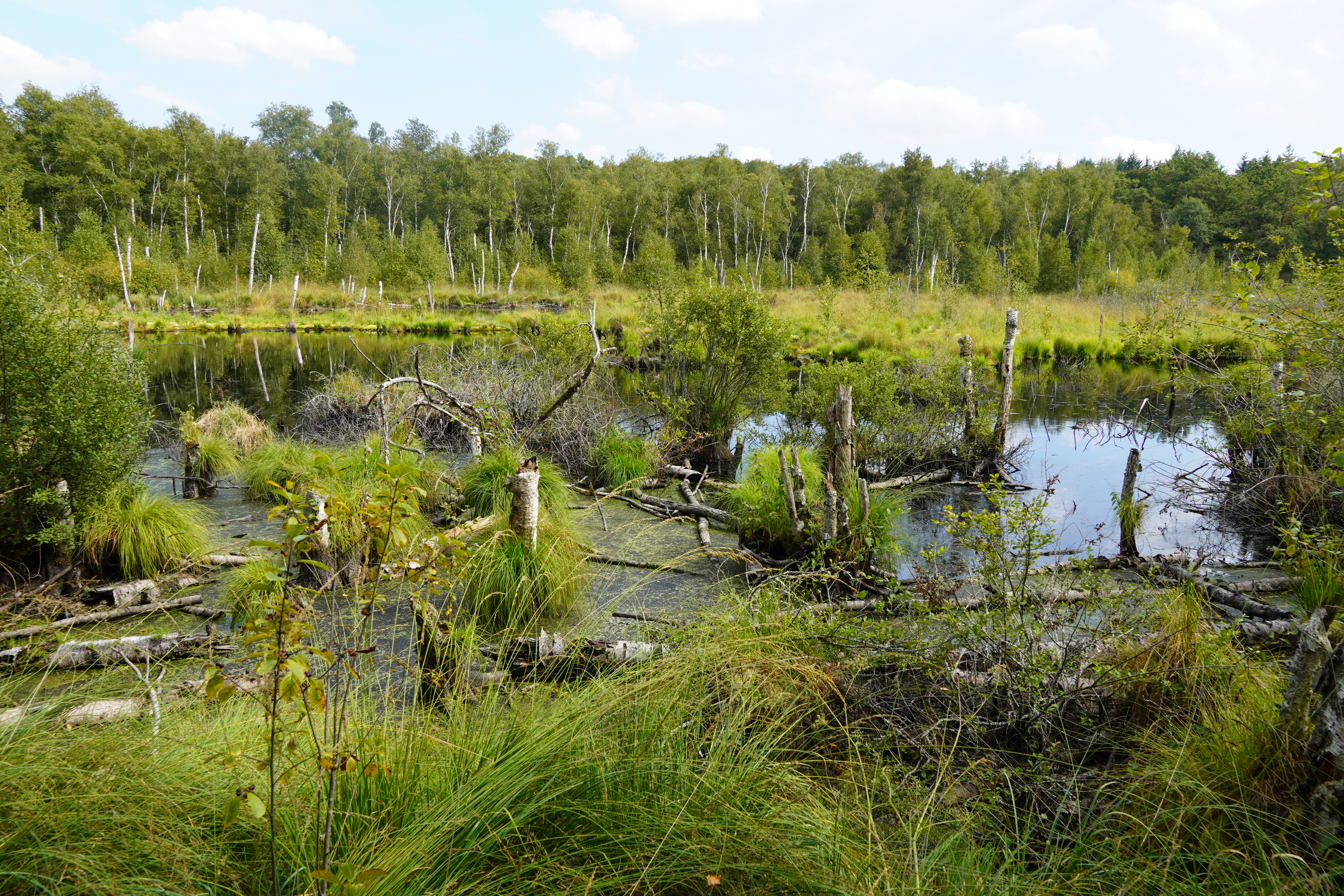
La tourbière de la Grande Pile à Saint-Germain.

### Climat
Le climat est du type océanique dégradé à forte influence continentale. Les précipitations sont abondantes et se situent aux environs de 1 700 mm, la température moyenne est voisine de 9 °C. Sur le plateau le plus élevé, le climat est plus rude et se rapproche du type montagnard.

## Histoire

### Moyen Âge
Dès le Moyen Âge (aux environs du XIe siècle), les moines de l'abbaye de Lure et de l'abbaye de Luxeuil (fondées par saint Colomban) ont incité la transhumance et surtout l'aménagement des étangs par l'extraction de la tourbe, la création de digue et l'inondation des marais en vue de leur exploitation piscicole ; ceci afin d'éviter le manque de nourriture des populations locales,,. On y élevait carpes, tanches, brochets et truites. Cependant il semble que la raison première de la présence de ces étangs ait été l'augmentation de la population du plateau. Le passage d’un élevage transhumant et d’une occupation temporaire à un élevage et une occupation permanente ont supposé la nécessité de ressources plus abondantes, contraignant à la bonification des terres. Pour cela, il a été nécessaire de réorganiser les « zones humides », de favoriser les écoulements afin d’augmenter les pâturages et les prairies de fauche.

### Période industrielle (XIXeetXXesiècles)
Les réserves d'eau mobilisables grâce à la présence de ces nombreux étangs permettent l’essor des industries textiles et papetières locales aux XIXe et XXe siècles :

« vers 1850-1860 des industriels d’origine vosgienne ou alsacienne créent des tissages mécaniques ou même des filatures à Haut-du-Them sur de petits affluents de l'Ognon et La Longine sur un petit affluent du Breuchin […], les propriétaires des anciennes papeteries remplacent la fabrication du papier par la filature et le tissage du coton ». Enfin « Quelques années avant la guerre de 1914 des industriels vosgiens ont créé de nouveaux tissages à Servance, à Champagney, à Faucogney […]. Le travail du coton a même fini par absorber les autres industries textiles. Le tissage du droguet […] qui s’était maintenu longtemps à Mélisey a complètement disparu. »

 — A. Perrier (1925).
Cette industrie va prospérer jusqu’au milieu du XXe siècle avant de lentement décliner.

L'industrie du plateau au début du XXe siècle.
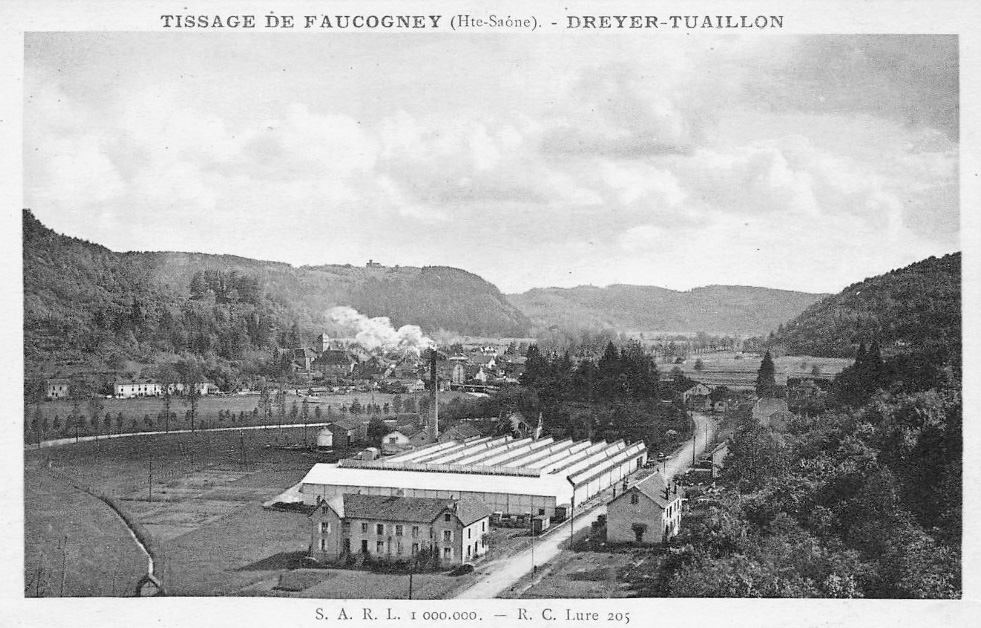
Le tissage de Faucogney.
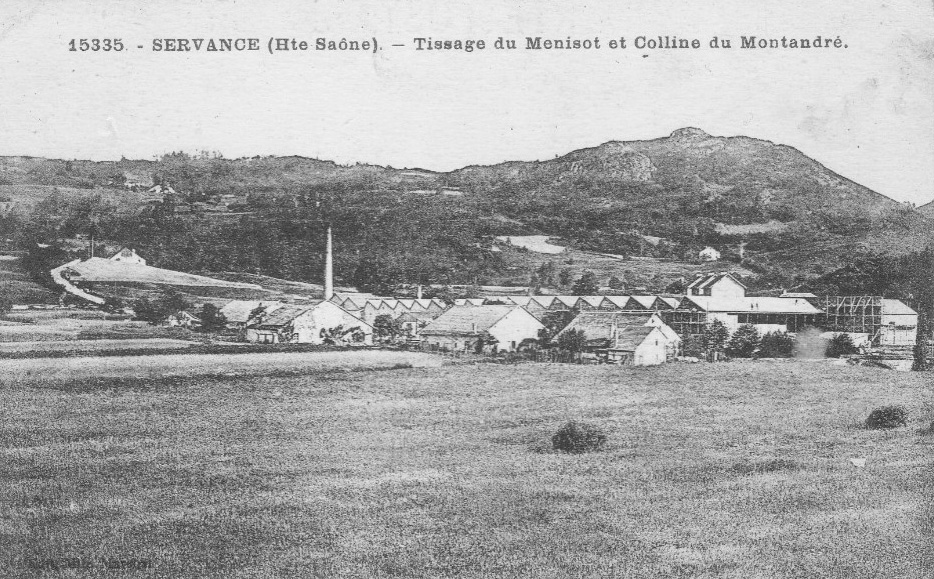
Le tissage de Servance.
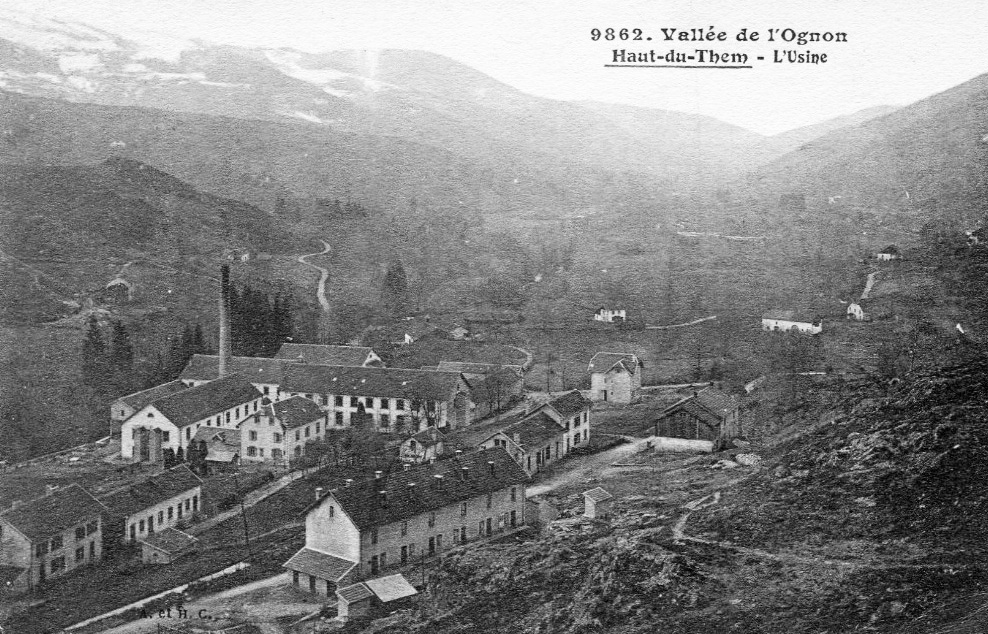
Le tissage de Haut-du-Them.
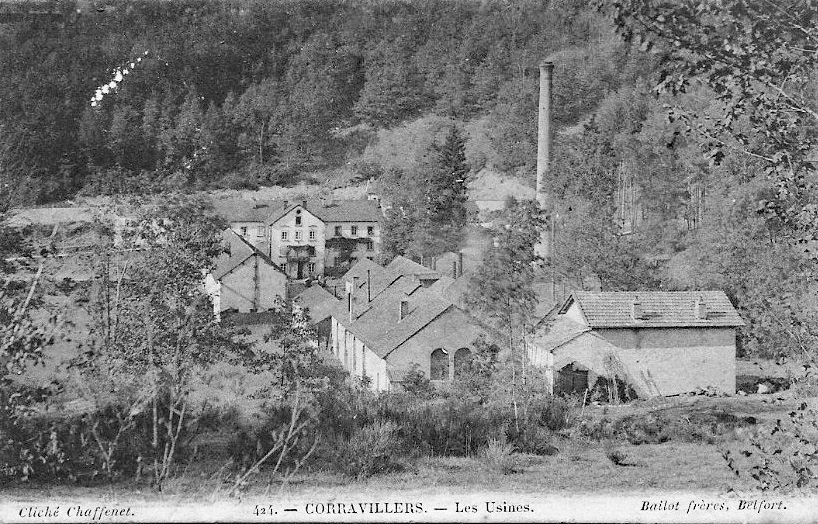
Usines de Corravillers.

### Reconnaissance patrimoniale et touristique  (XXIesiècle)
Au début des années 2000 est lancée l'idée de créer une zone Natura 2000. L'étude du périmètre de la zone commence en 2002 avec la consultation des communes et des EPCI concernés. La proposition de périmètre est soumise à la Commission européenne en mars 2003 et validé en décembre 2004. En décembre 2005, un comité de pilotage est créé avec toutes les parties prenantes et le parc naturel régional des Ballons des Vosges et désigné opérateur du site des Mille étangs.

## Habitat, population et activité humaine
L'habitat du plateau des mille étangs a la caractéristique d'être disséminé. En effet, outre les principaux villages, il existe des hameaux et de nombreuses fermes isolées autour des étangs. Cette région est particulièrement frappée par l'exode rural (depuis 1840), notamment pendant les Trente Glorieuses et la fin du XXe siècle. Cependant au début du XXIe siècle des familles présentes depuis de nombreuses générations y vivent toujours, certaines d'entre elles sont passées d'une activité agricole à une activité d'hébergement touristique (chambres d'hôtes et gîtes) et de pêche sportive. De nouveaux habitants (français ou étrangers) s'installent également dans la région, attirés par le cadre de vie ; notamment quelques artistes.
Selon le recensement de 1999, les communes du plateau cumulent 10 120 habitants dont environ 5 000 habitants sur le site Natura 2000. 23 % de cette population a plus de 60 ans. La densité de population de la région s'élève à 26 habitants/km2 avec des disparités selon les communes, avec 85 habitants/km2 à Mélisey 6 habitants/km2 à Esmoulières. Le tissu urbain représente 1,2 % du site Natura 2000 (225 ha).
Les exploitations piscicoles, agricoles et forestières subsistent toujours. Les surfaces vouées à l’agriculture représentent 3 230 ha dont 77 % de pâtures et 21 % de terres labourables. 75 % des exploitations sont vouées à l'élevage bovin dont 80 % de vache laitière. Ces élevages sont d'importance modeste avec un cheptel moyen de 37 bêtes contre 92 pour la moyenne départementale. L'élevage ovin est très secondaire sur le plateau.
Historiquement orienté vers le textile avant 1960, le secteur industriel s'est réorienté vers la production de biens secondaires après cette date. Le secteur des services est en développement au début du XXIe siècle. En 2008, le tissu économique est formé de 16 entreprises industrielles, 66 entreprises artisanales (dont 28 pour la filière bois, la plus représentée) et 91 commerces. 82 % de la surface forestière est privée, six scieries sont localisées sur le plateau ou à proximité immédiate ainsi que quatre entreprises valorisant les bois de petit diamètre (papeterie ou usine à panneau de particules), le chauffage bois et le bois énergie sont en développement depuis les années 2000.
Trois carrières (notamment à Ternuay et Amont) sont activités sur le plateau dont une — à Belonchamp — qui est située dans le périmètre Natura 2000.

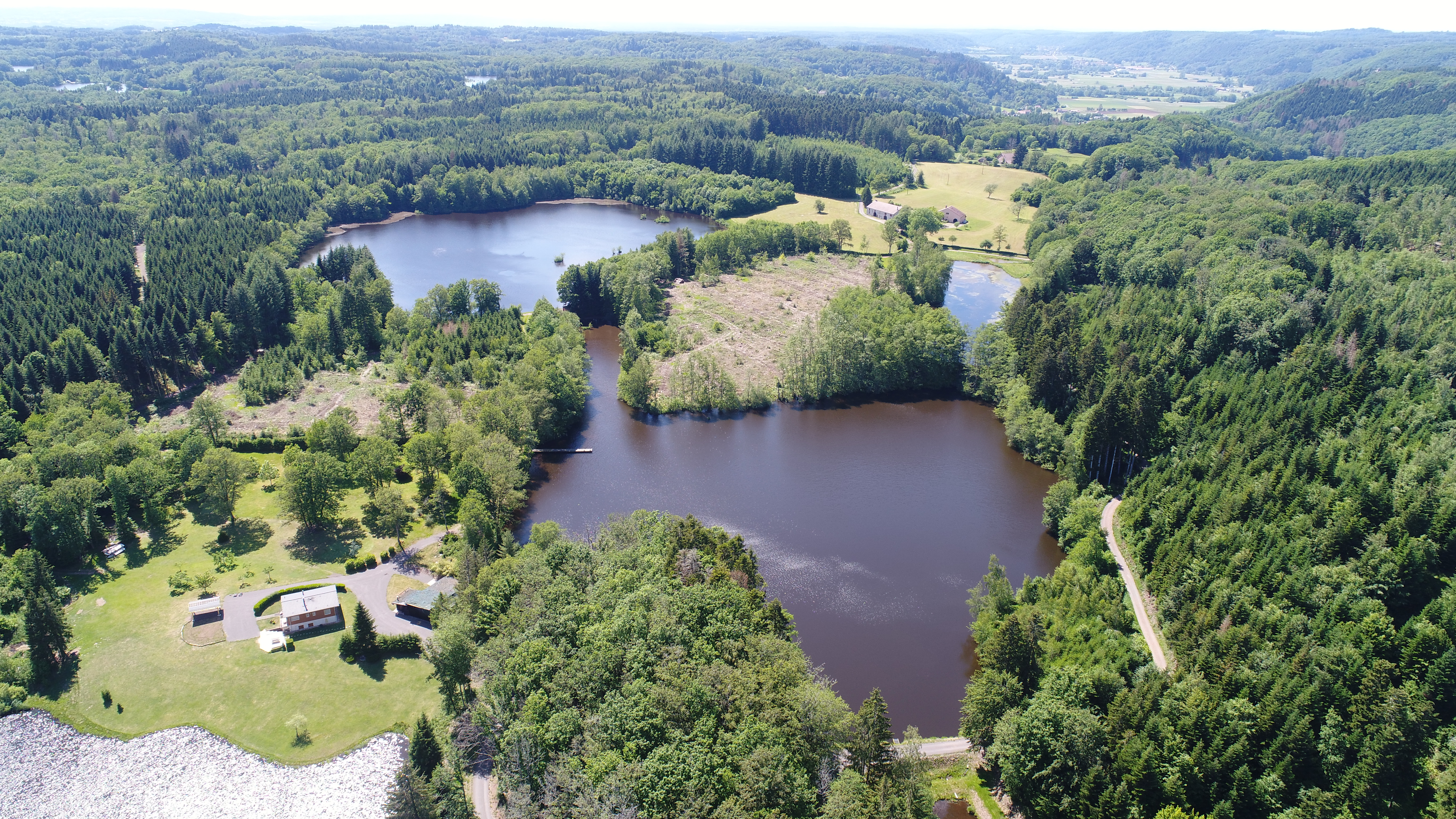
Habitat disséminé et cabanes de pêcheurs au bord de l'étang Mama (La Voivre).
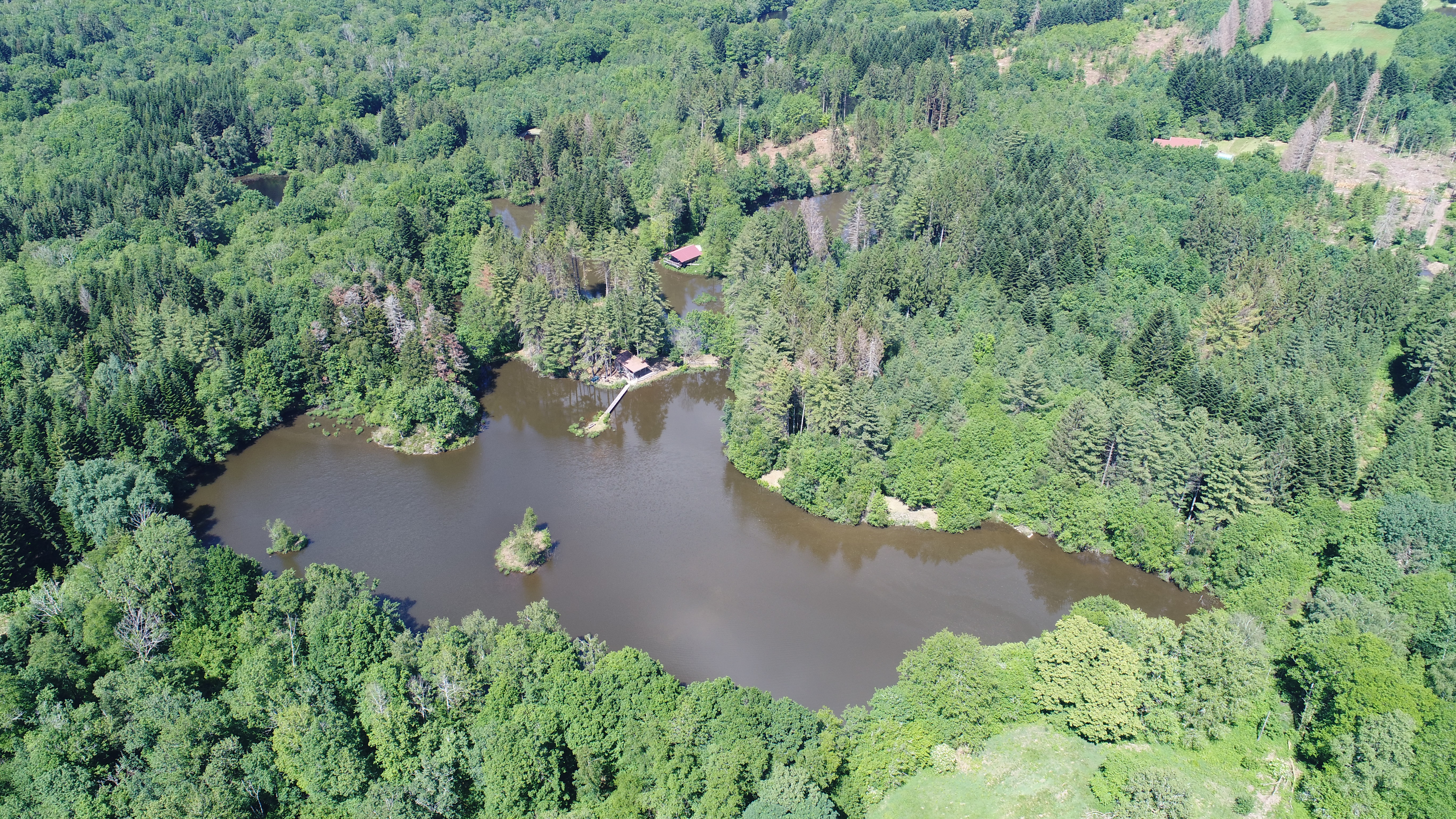
Cabanes de pêcheurs au bord de petits étangs du Grand Rang à Ternuay-Melay-et-Saint-Hilaire.
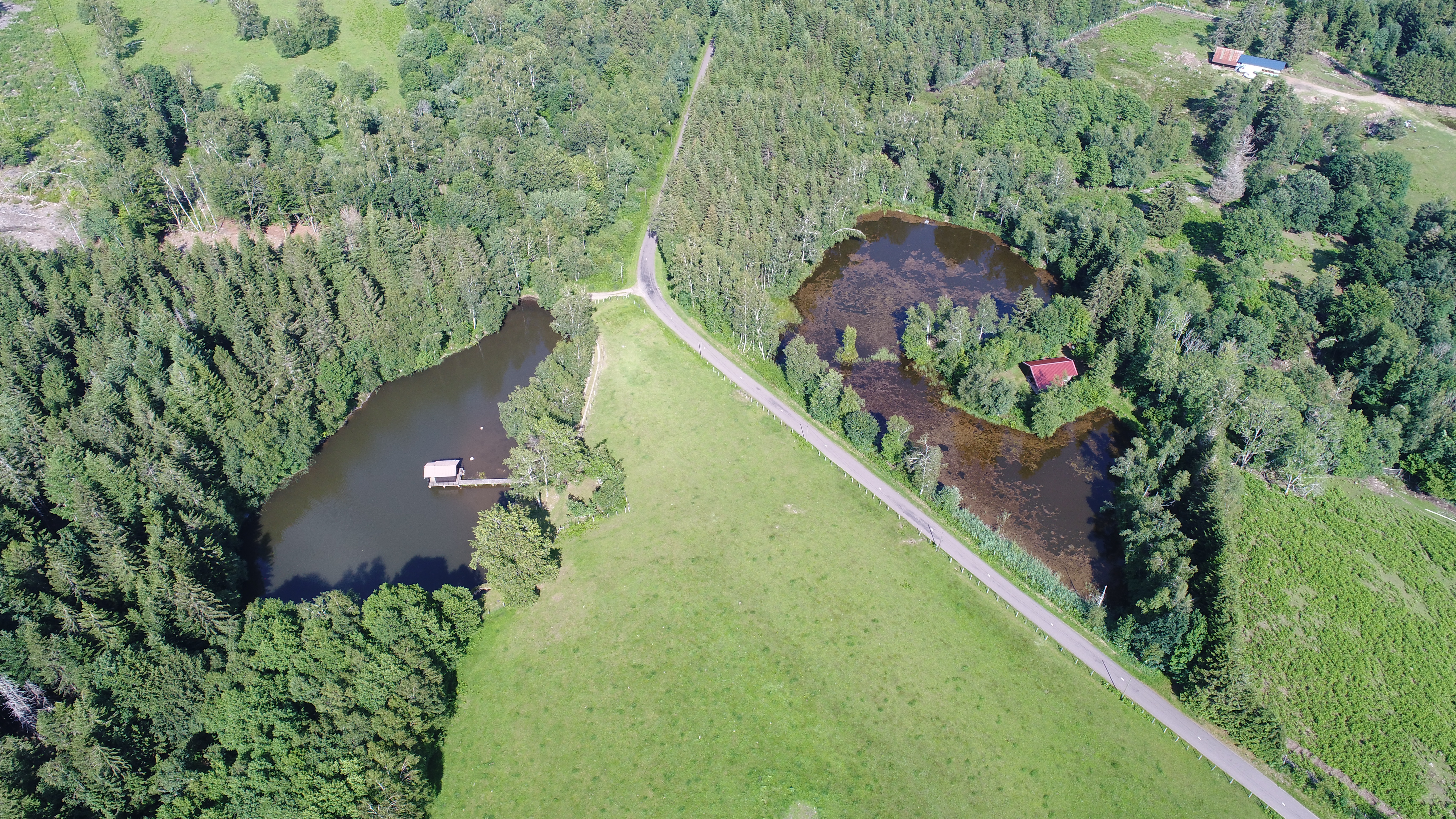
Cabanes sur pilotis et sur presqu’île aux étangs de la Goutte du Tronc à Beulotte-Saint-Laurent.
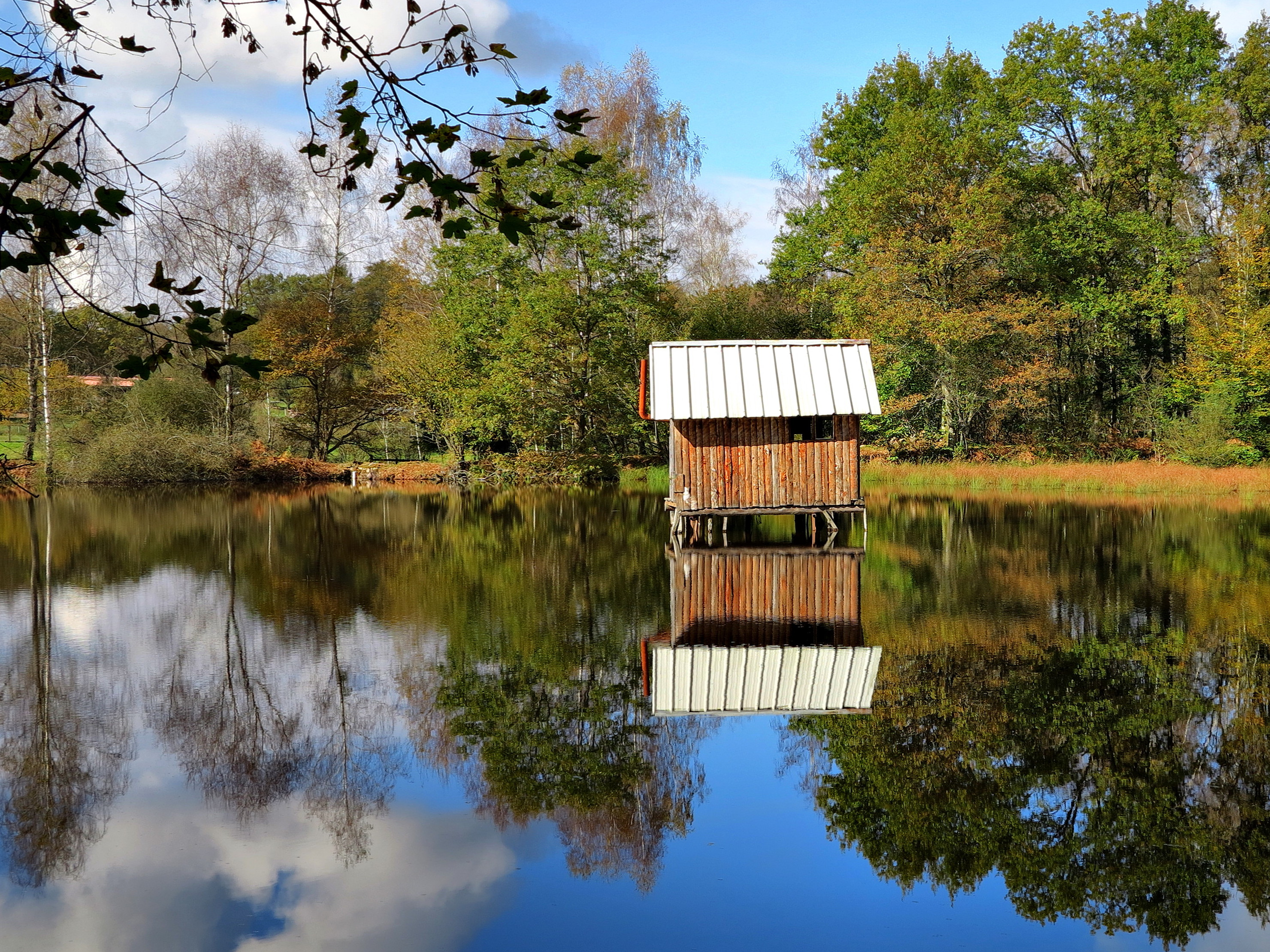
Cabane sur pilotis à Écromagny.
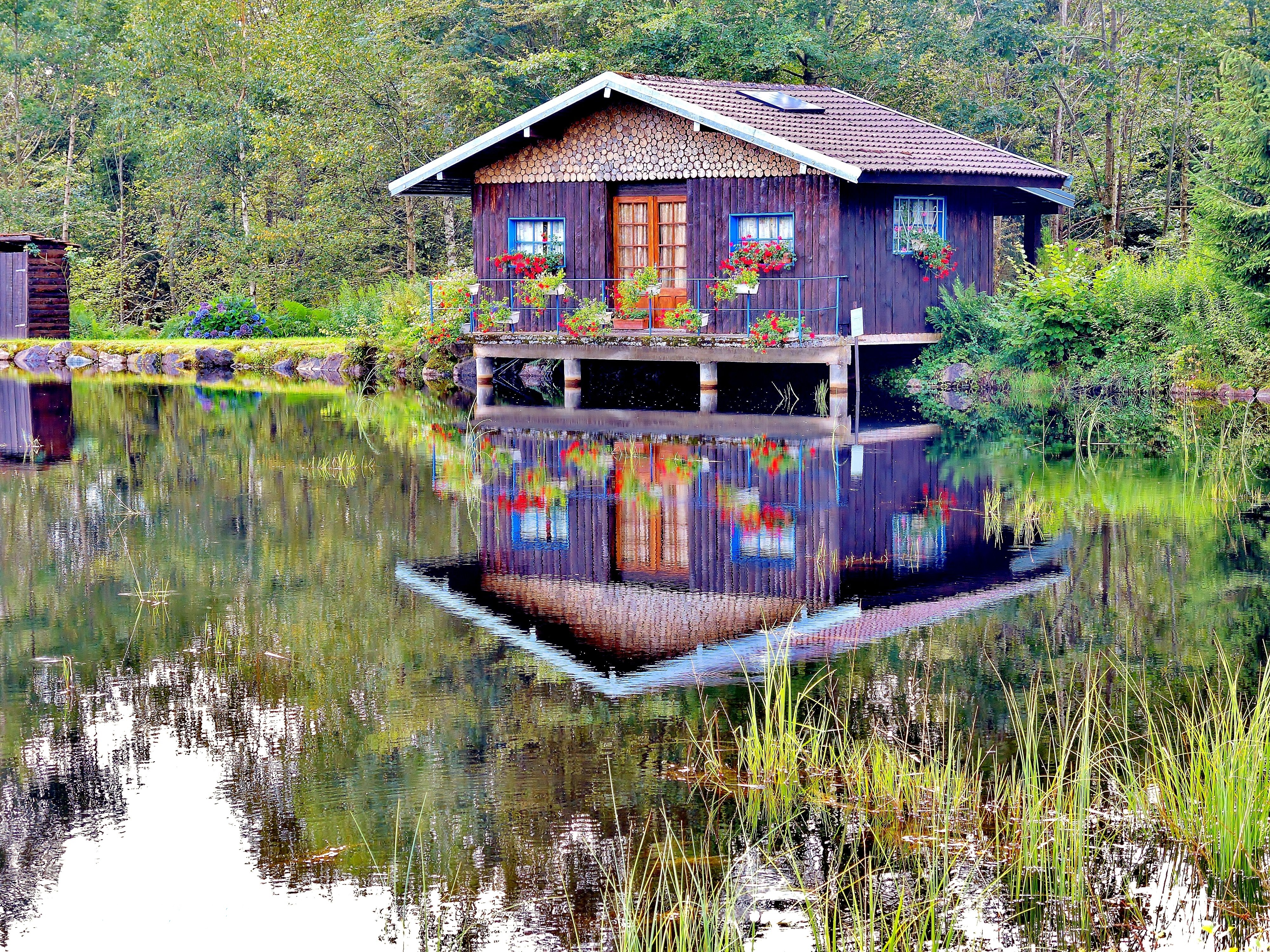
Chalet au bord d'un étang de La Voivre.

## Écologie (biodiversité, intérêt écopaysager…)
Le territoire des  Mille étangs est majoritairement recouvert de forêts (60 %), environ pour moitié de feuillus et de résineux,, ce qui crée des corridors et ferme les paysages qui sont toutefois variés et abritent des biotopes remarquables et adaptés à un milieu froid et humide. Il existe trois types d'étangs : oligotrophe à utriculaires (eau acide et faiblement minéralisée), méso-oligotrophe à nitelles (eau légèrement acide et faiblement minéralisée) et à callitriche (eau faiblement minéralisée). À cela s'ajoutent des prairies humides et des tourbières, celle de la Grande Pile à Saint-Germain est la plus remarquable, celle-ci fournissant un enregistrement des fluctuations climatiques sur les derniers 135 000 ans, elle sert de référence pour l'Europe occidentale. Pour protéger cet espace, un plan agriculture environnement est mis en place, les pâturages sont rétablis sur d'anciennes friches pour conserver un paysage ouvert et un contrat de rivière également signé pour la vallée de l'Ognon. Cet ensemble est en grande partie inclus dans une zone Natura 2000.

Paysages au niveau du sol.
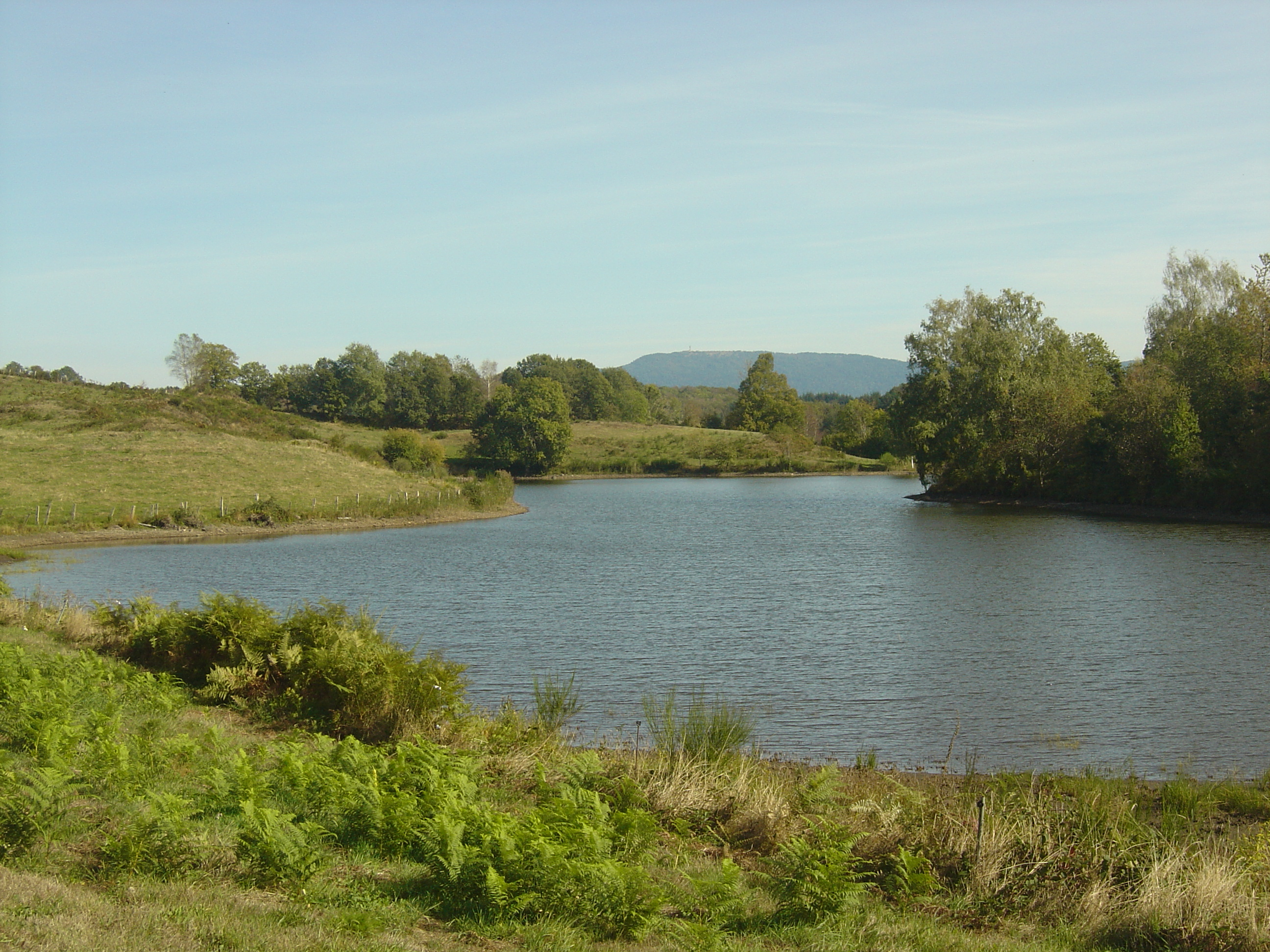
Paysage de prés avec le ballon de Servance en arrière-plan.
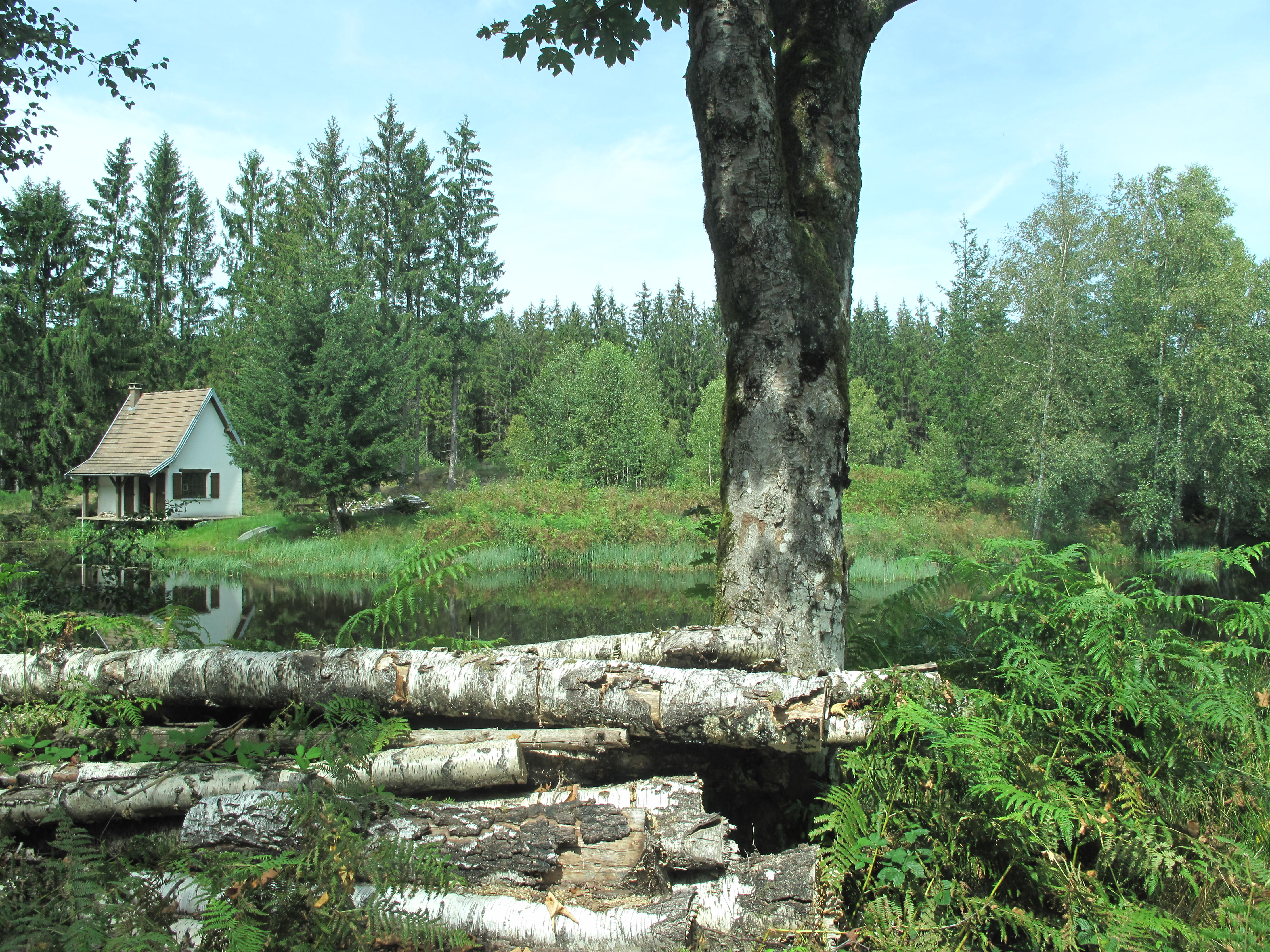
Paysage de forêt.
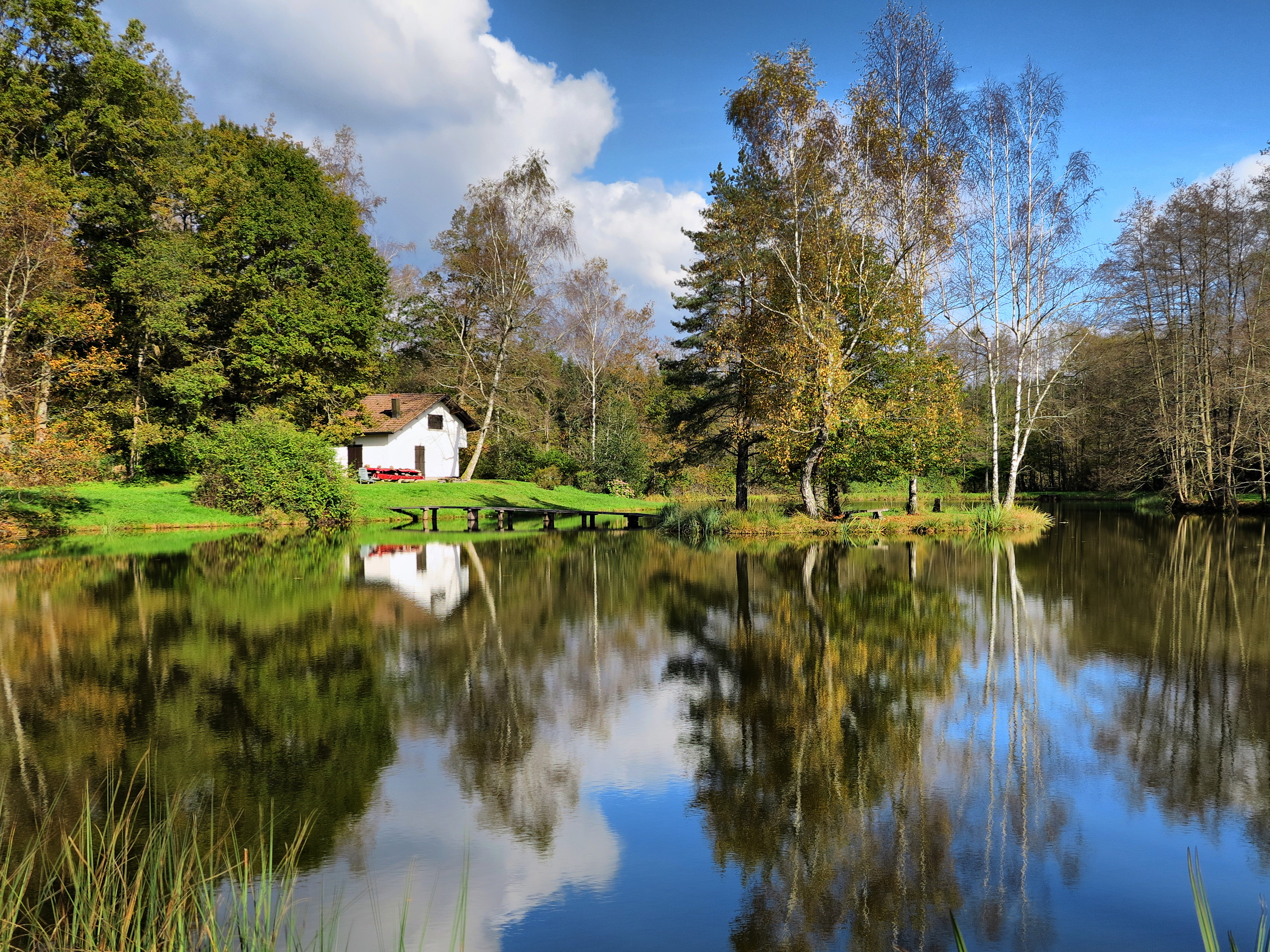
Paysage de fin d'automne.
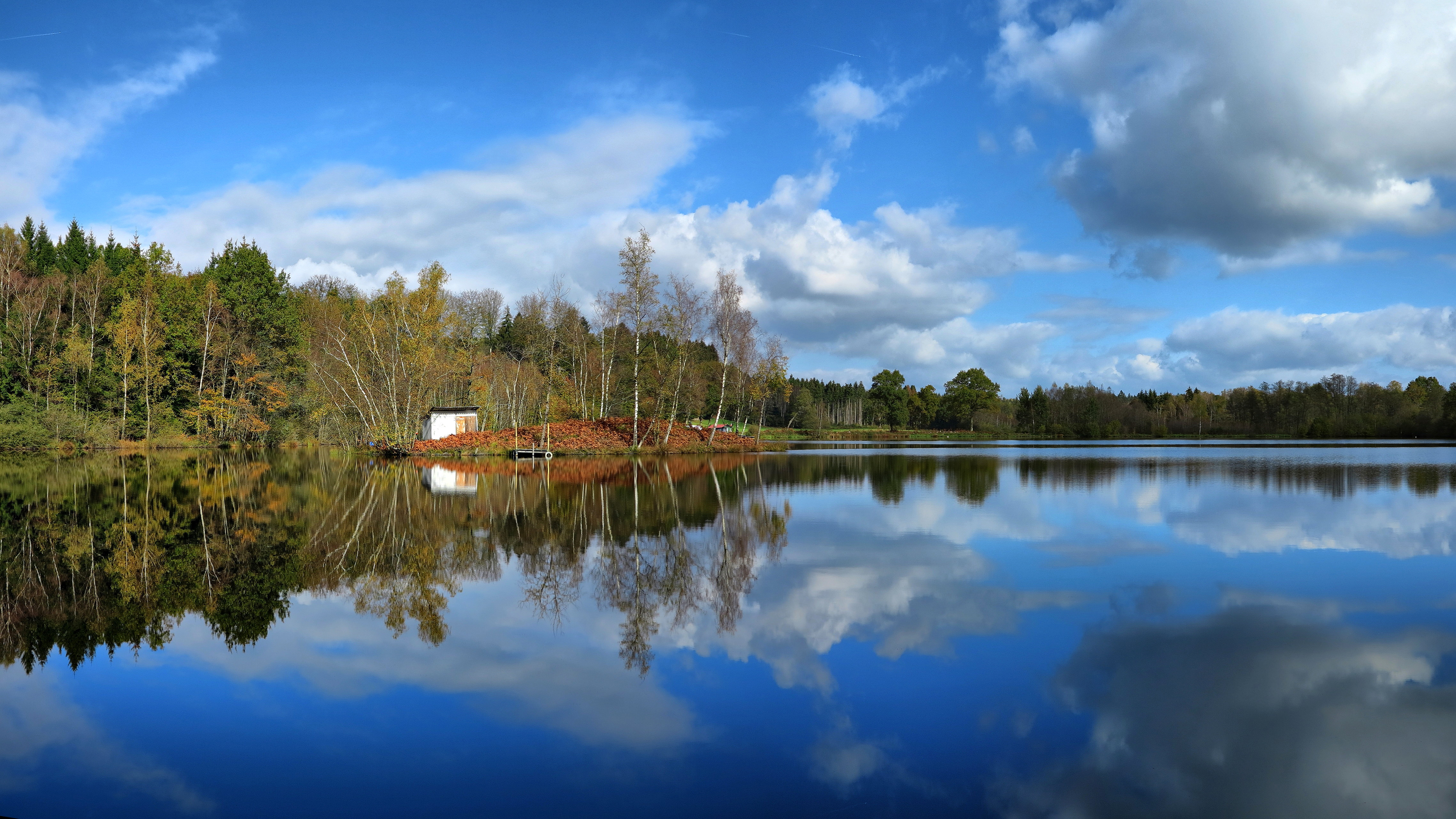
Paysage typique à Écromagny.
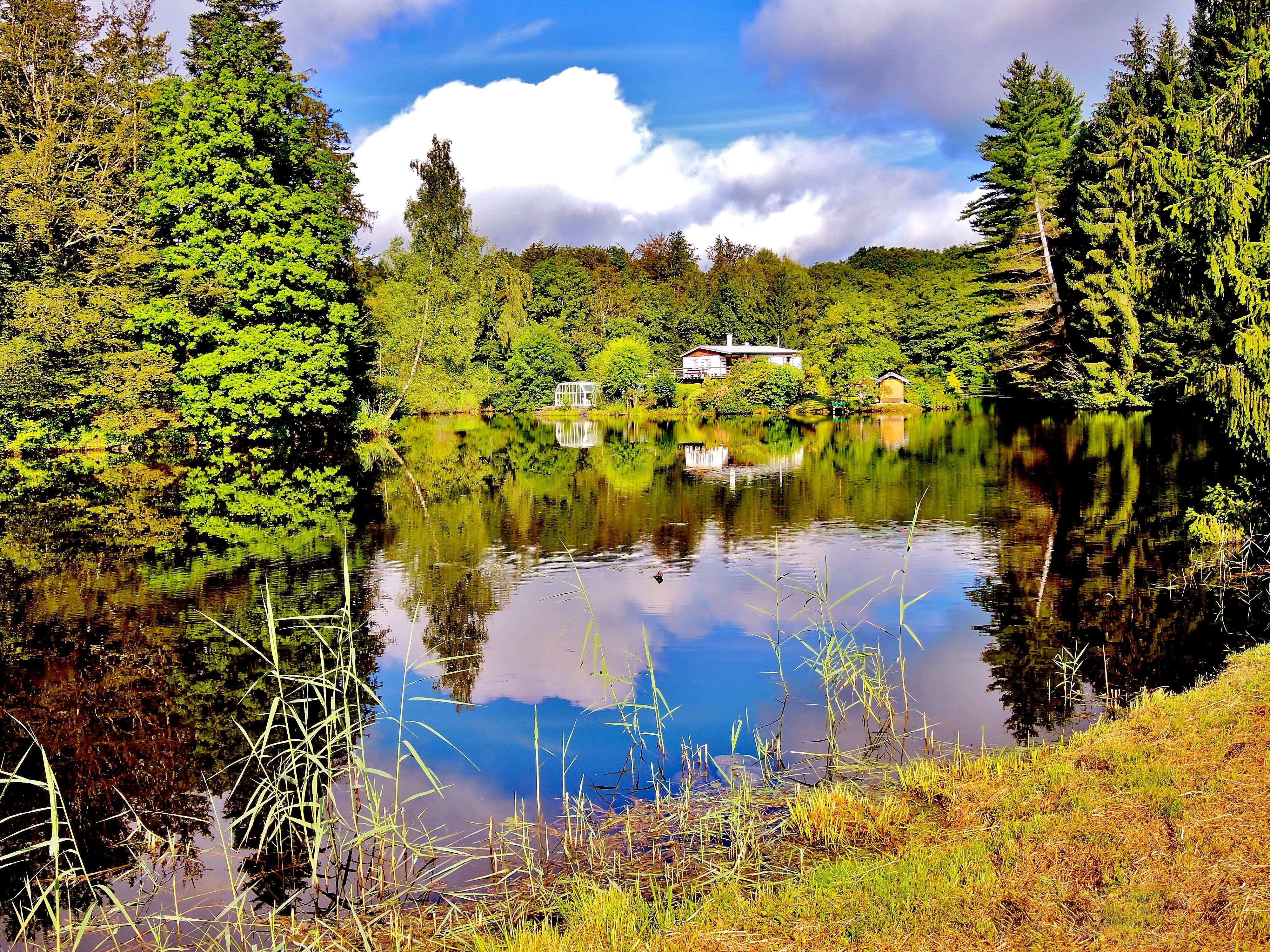
Un étang en aval du village d'Écromagny.

Paysages en vue aérienne.
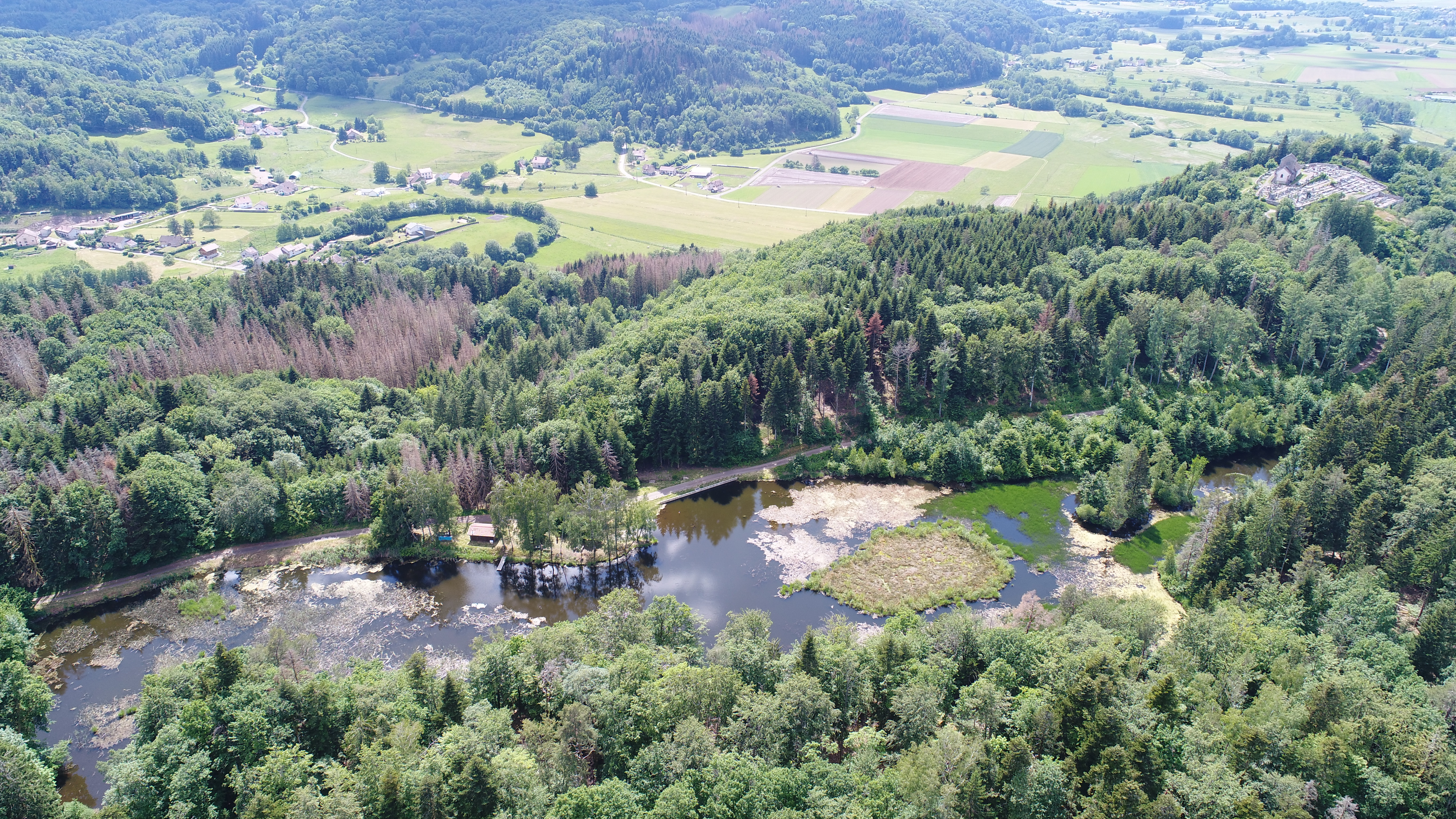
L'étang situé au sommet de la montagne Saint-Martin à Faucogney-et-la-Mer.
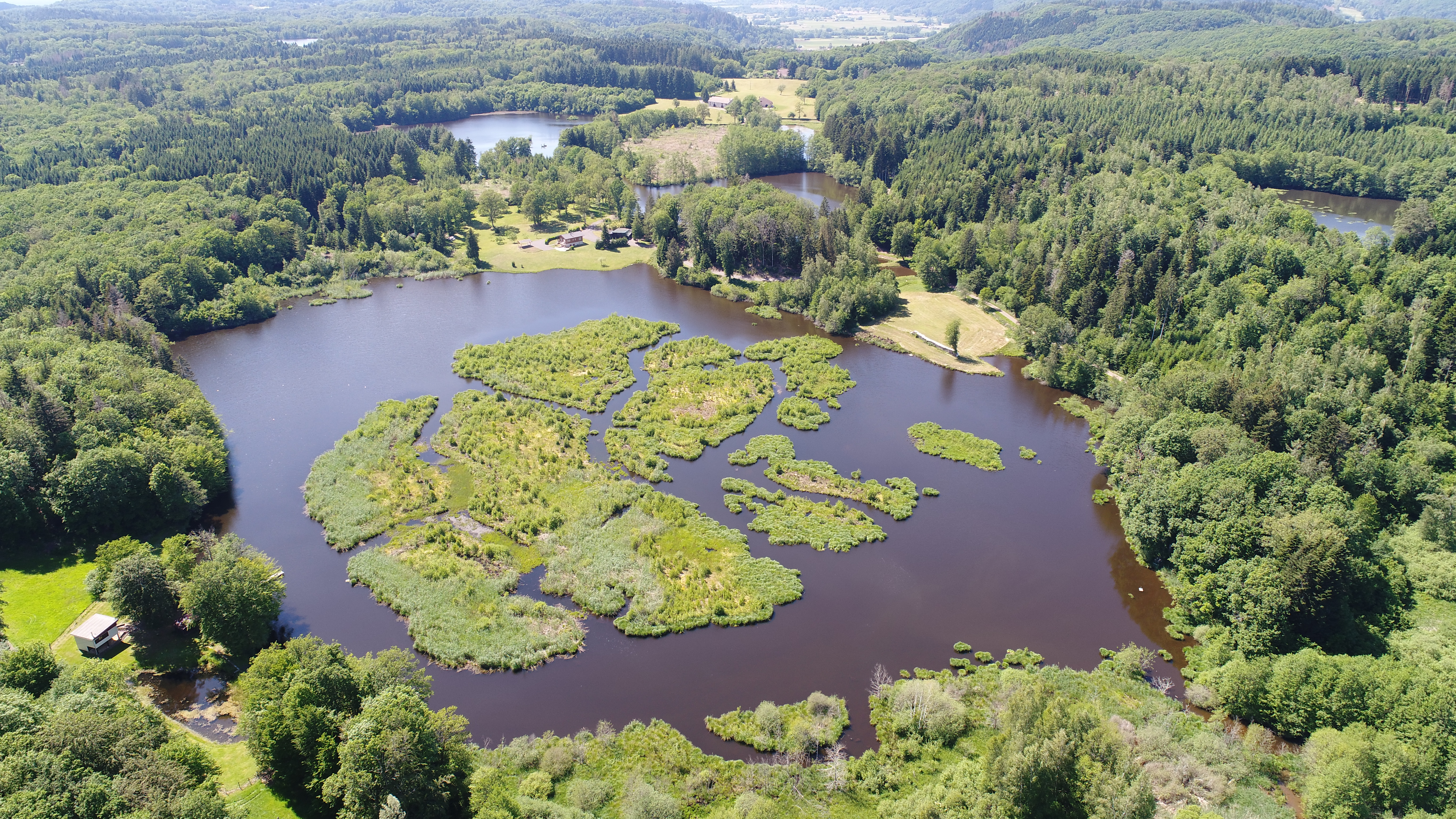
L'étang des Grands Prés à La Voivre.
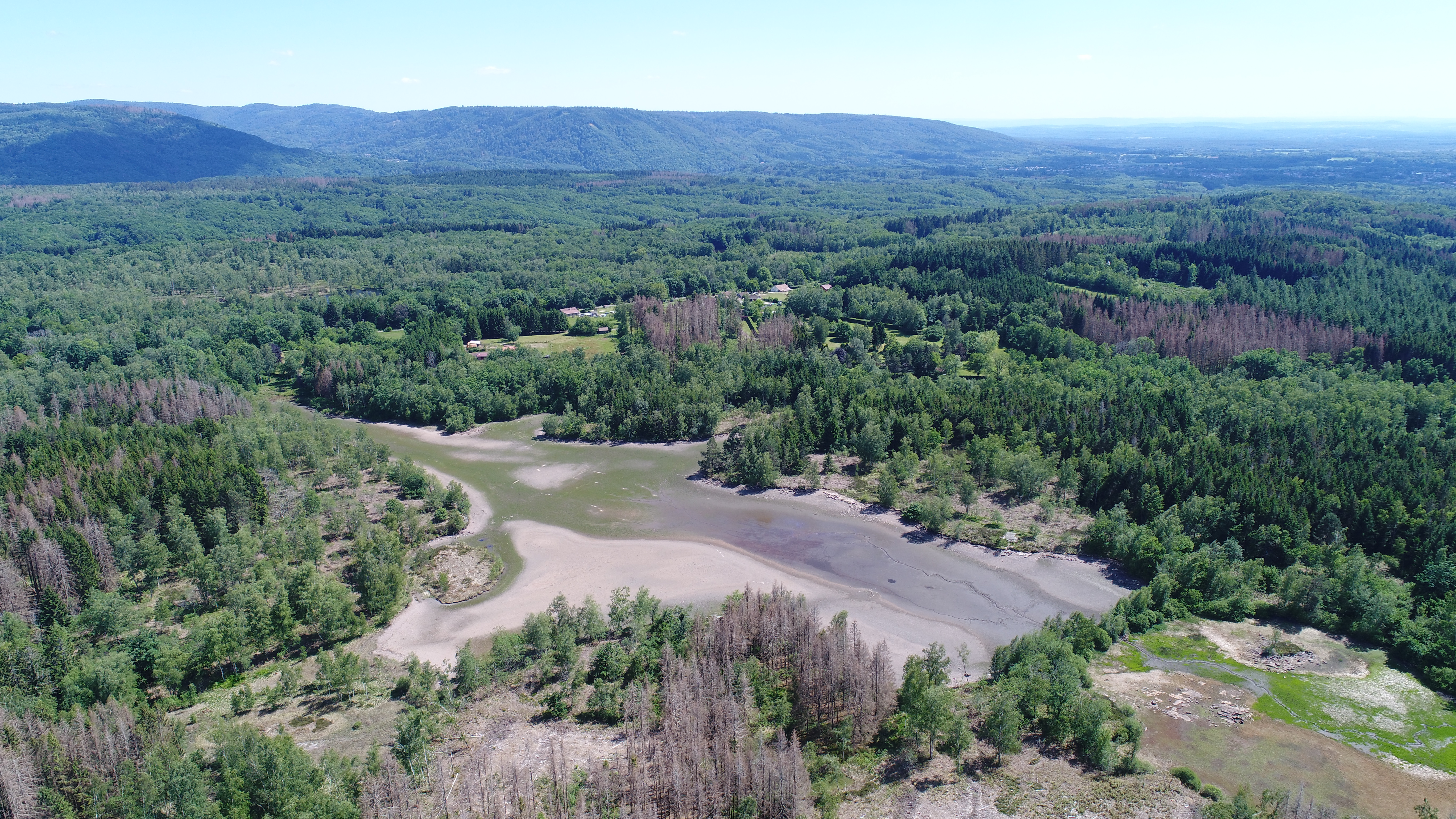
L'étang des Noyes en vidange à Ternuay-Melay-et-Saint-Hilaire.
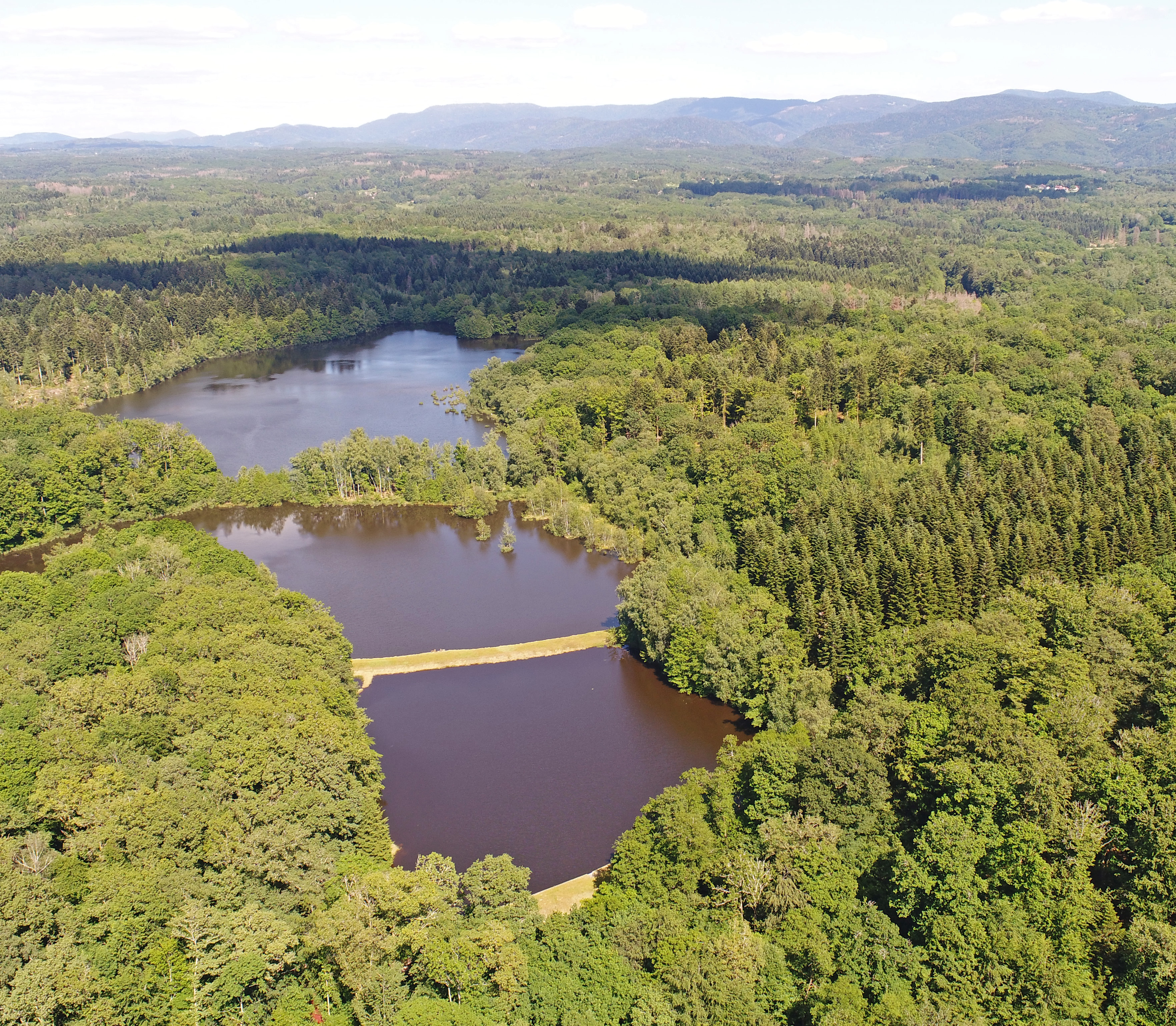
L'étang de Platte Pierre à La Voivre.

### Flore
Les forêts comportent notamment des chênes, hêtres, sapins et bouleaux. On rencontre également des prairies, fougères, genêts, et callunes (improprement surnommées bruyères).
Les tourbières abritent une flore remarquable dont la canneberge, la linaigrette, l'andromède à feuille de polium, la scheuchzeria des marais, des carex ou la drosera. Parmi les papillons on notera la présence d'espèces protégées comme le nacré de la canneberge, le petit collier argenté, le fadet des tourbières ou le damier noir.

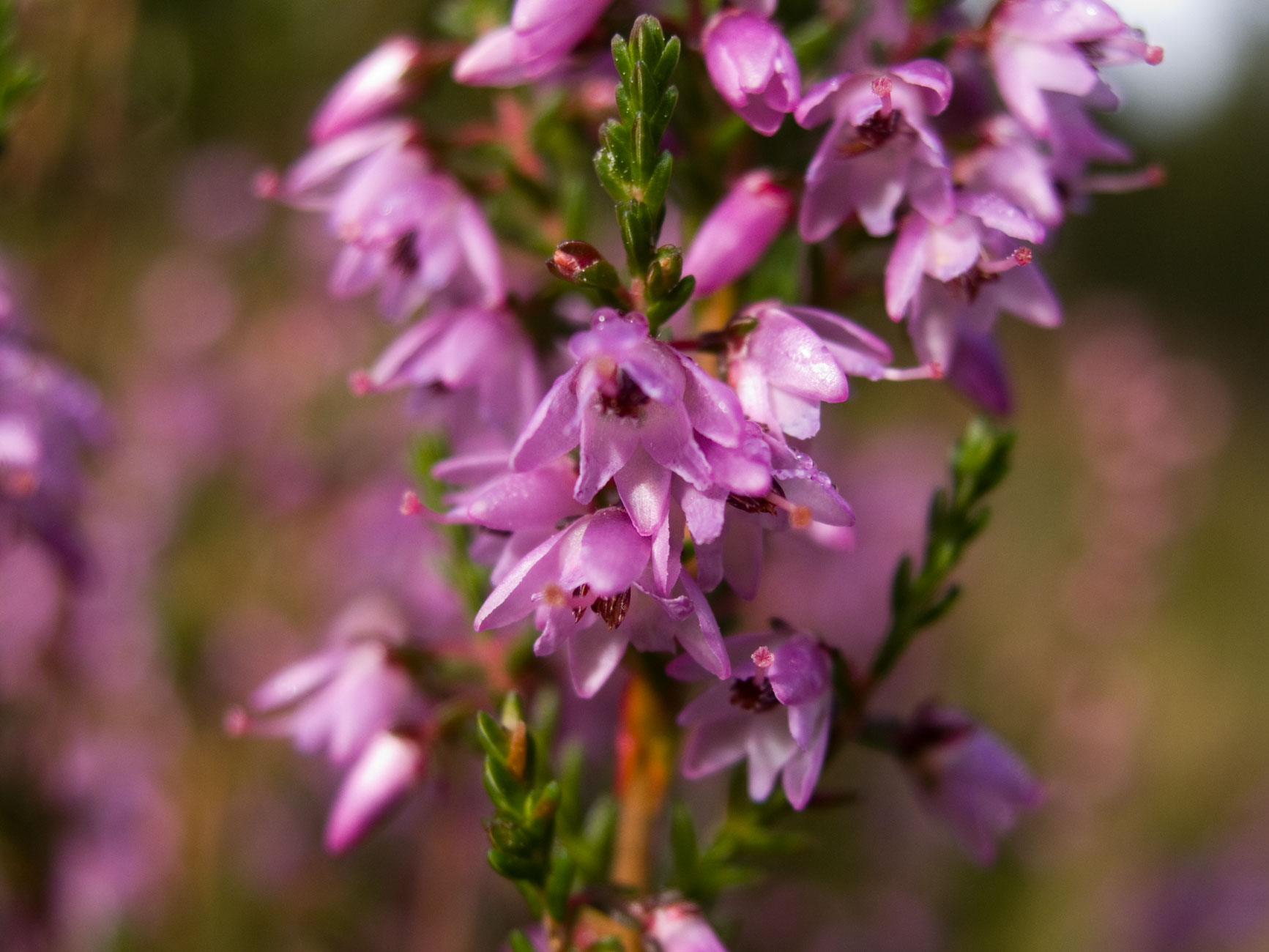
Callune, Fausse bruyère
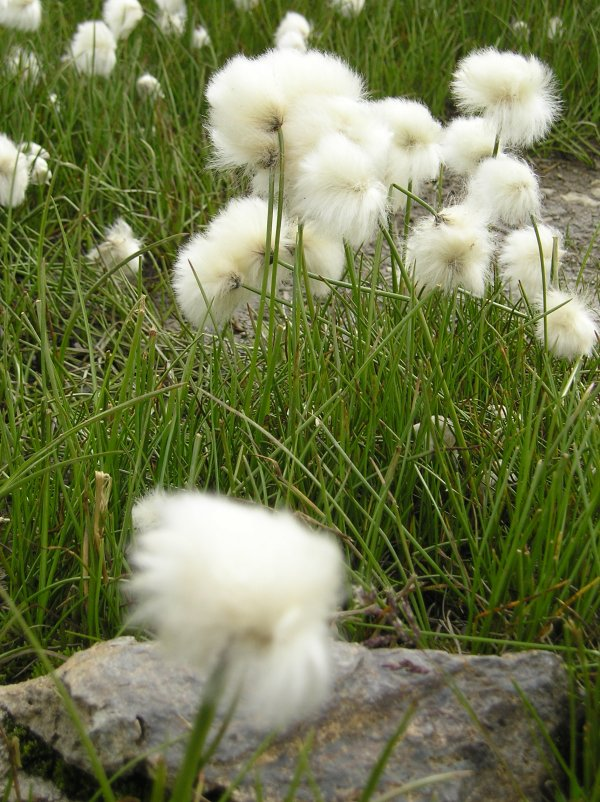
Linaigrette.
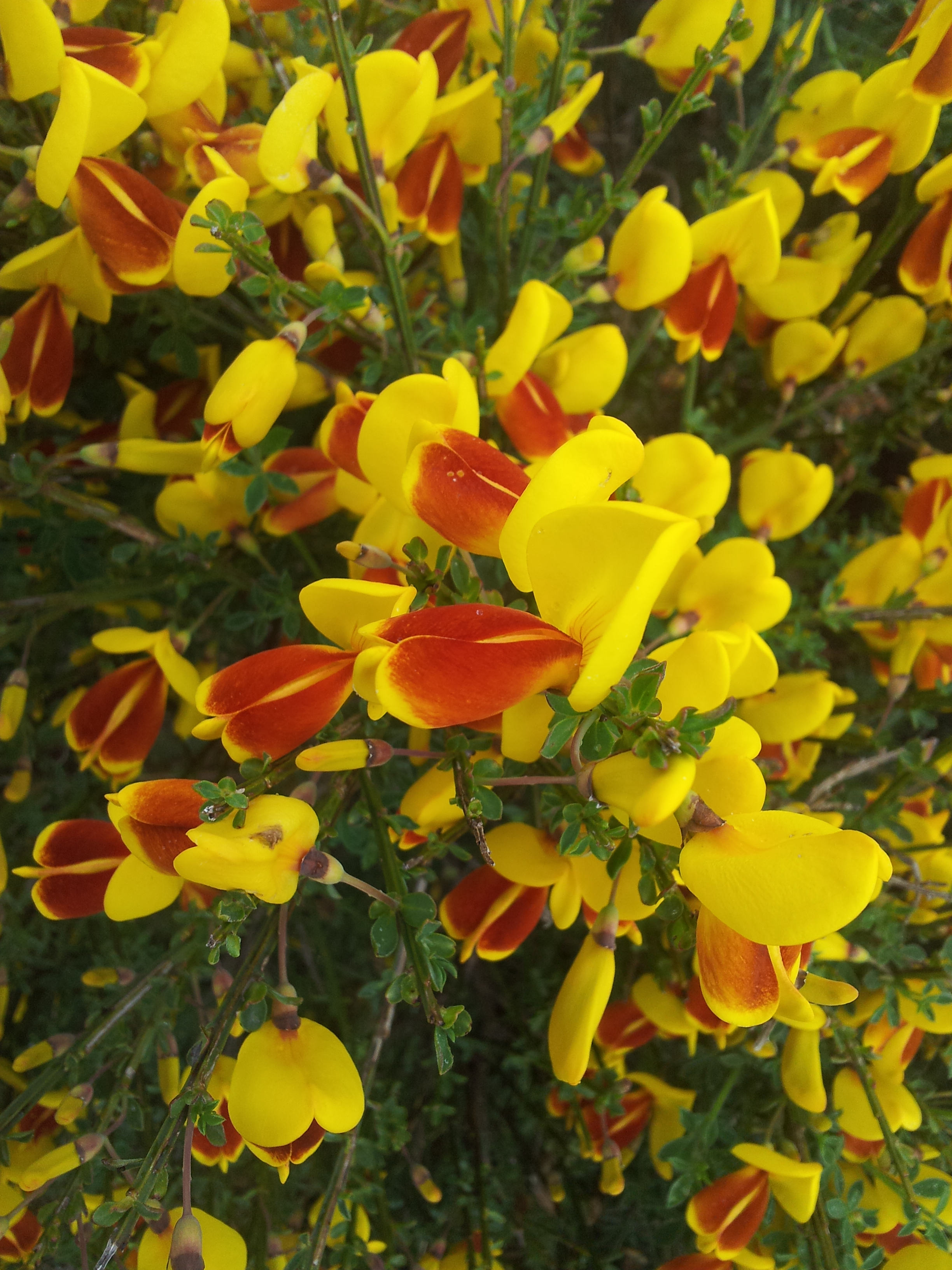
Genêt.
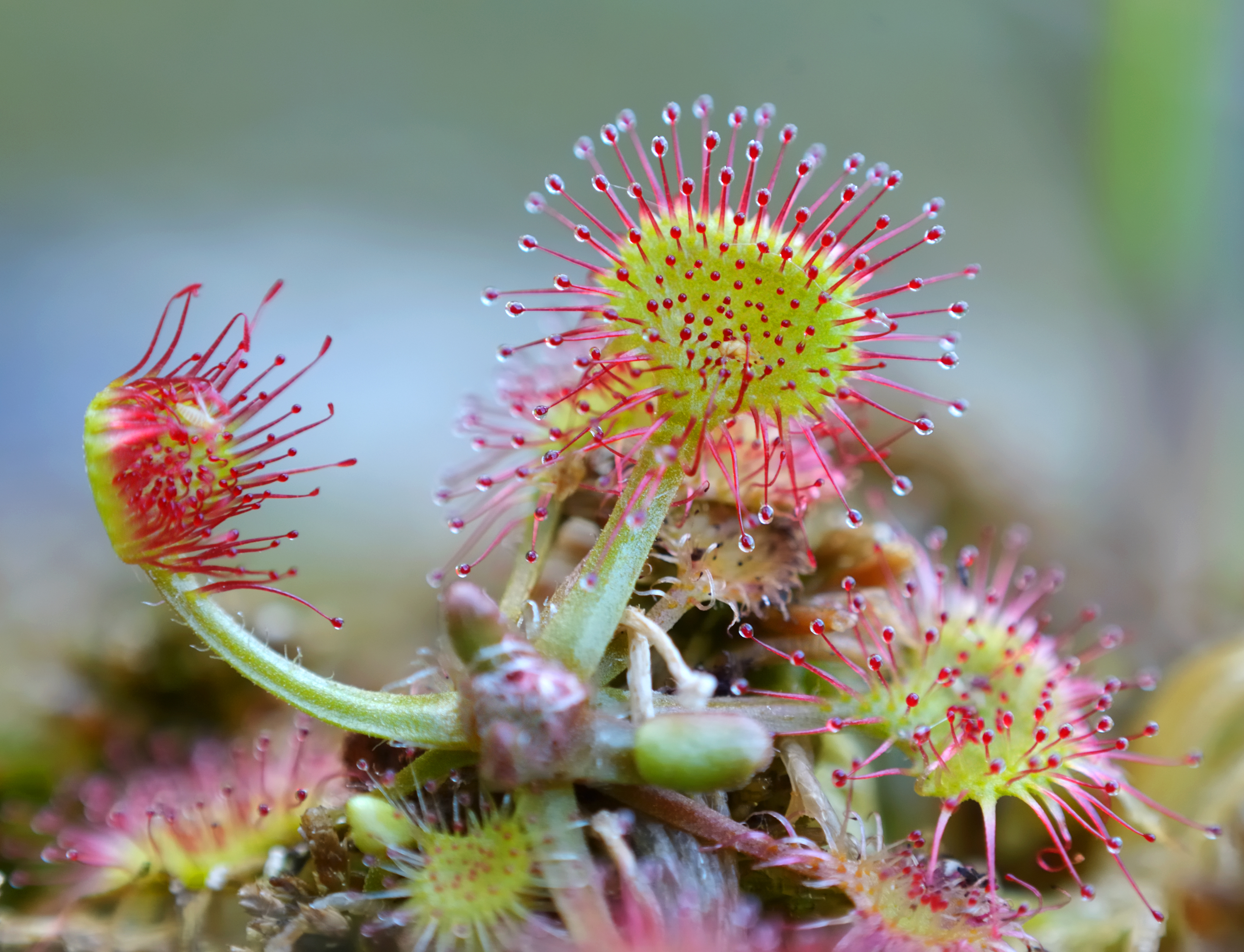
Droséra à feuilles rondes.
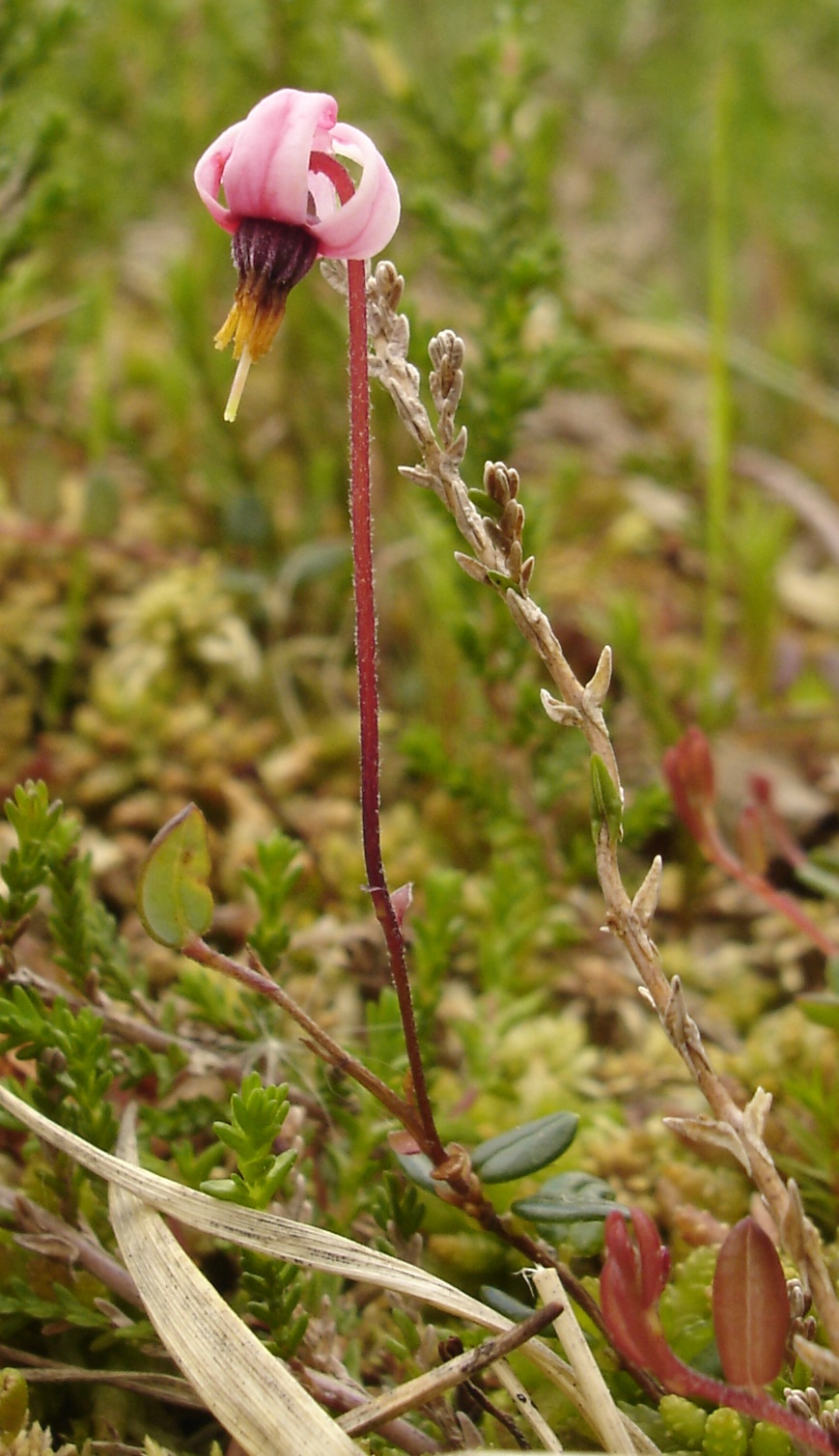
Canneberge.

### Faune
Parmi les oiseaux que l'on peut observer, on peut citer le grèbe huppé, le martin-pêcheur, le héron cendré, le canard colvert, le balbuzard, l'hirondelle, la bergeronnette des ruisseaux, le bruant des roseaux, le chevalier guignette, la foulque macroule, la poule d'eau, la sarcelle.

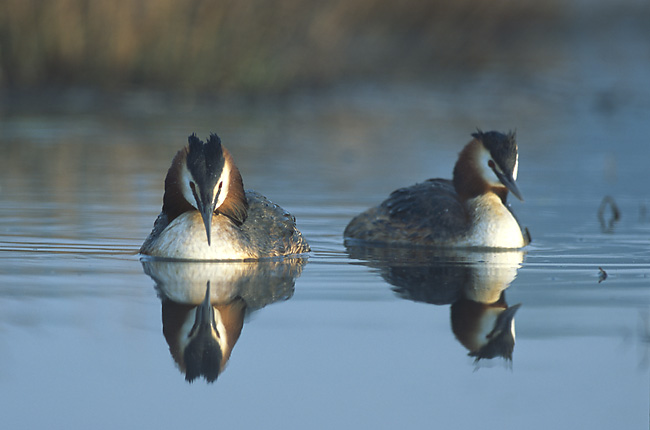
Grèbe huppé.
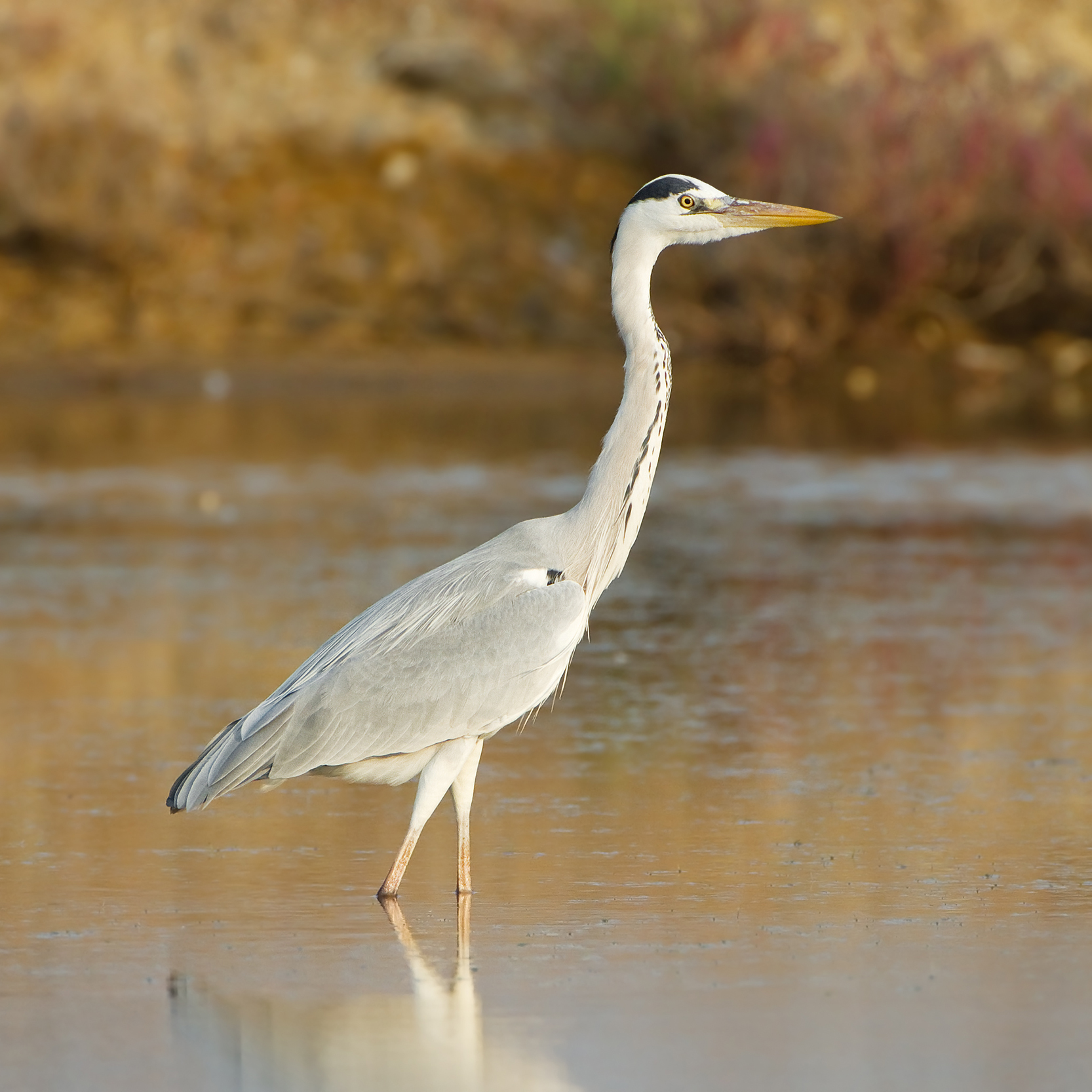
Héron cendré.
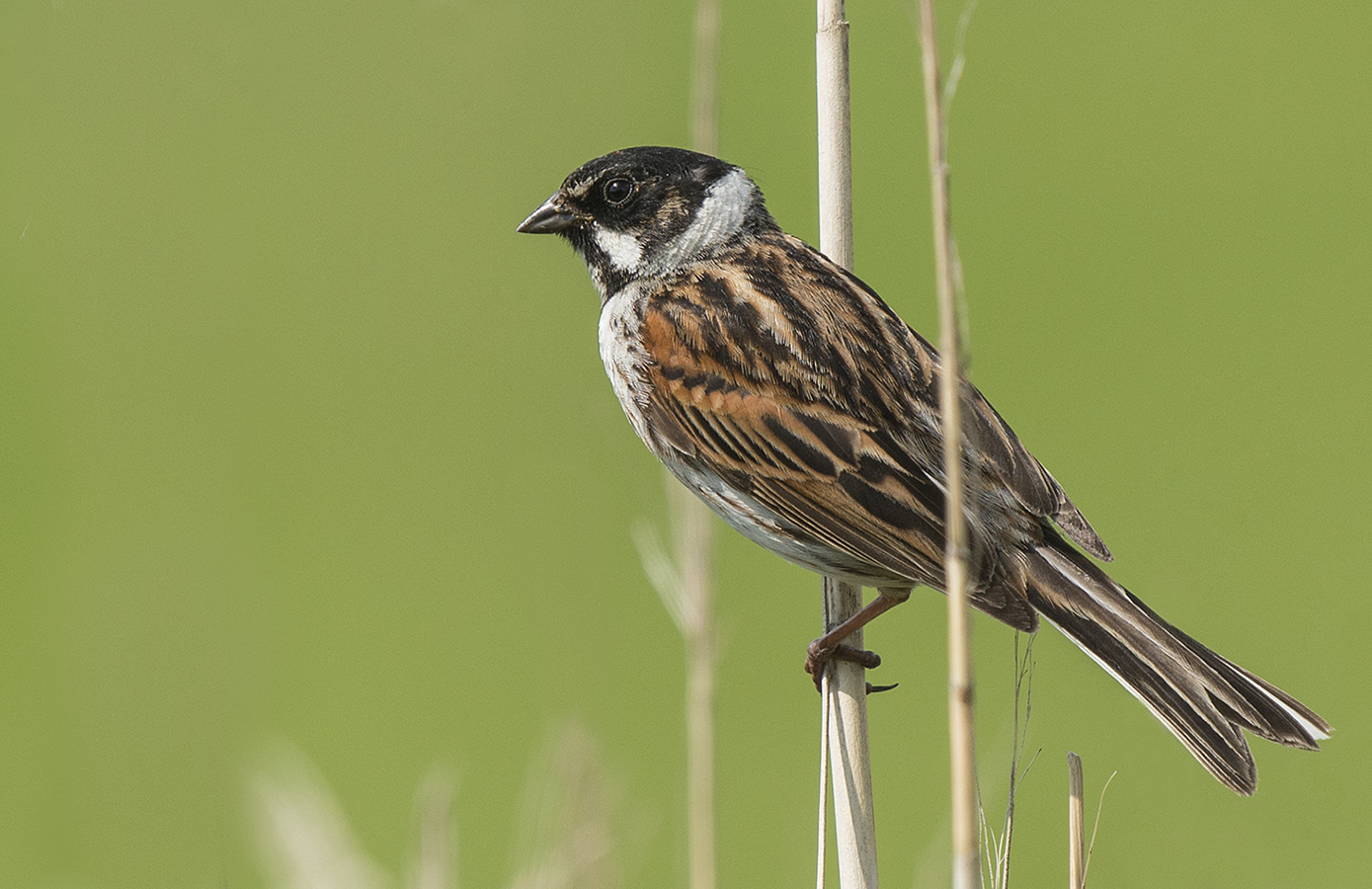
Bruant des roseaux.
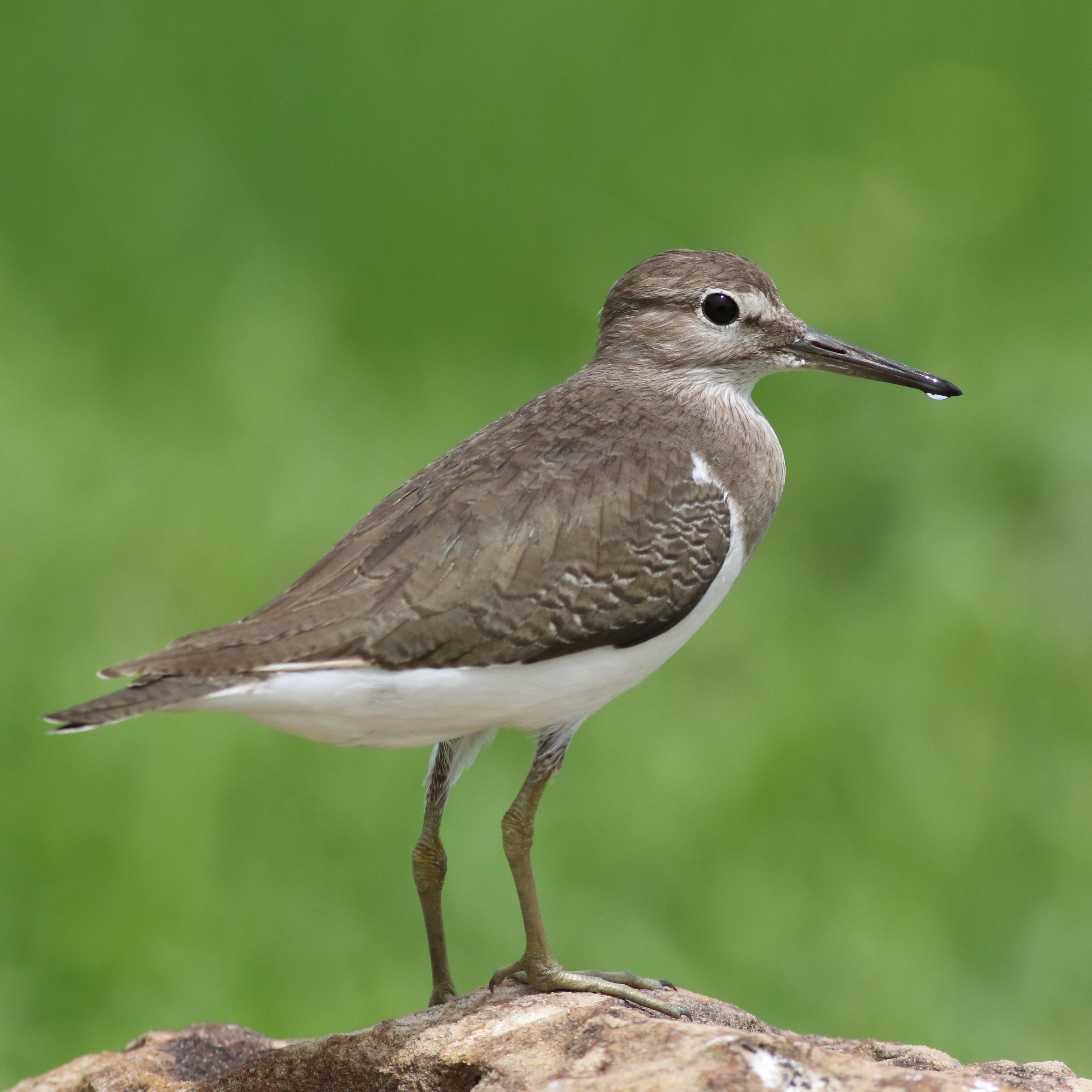
Chevalier guignette.
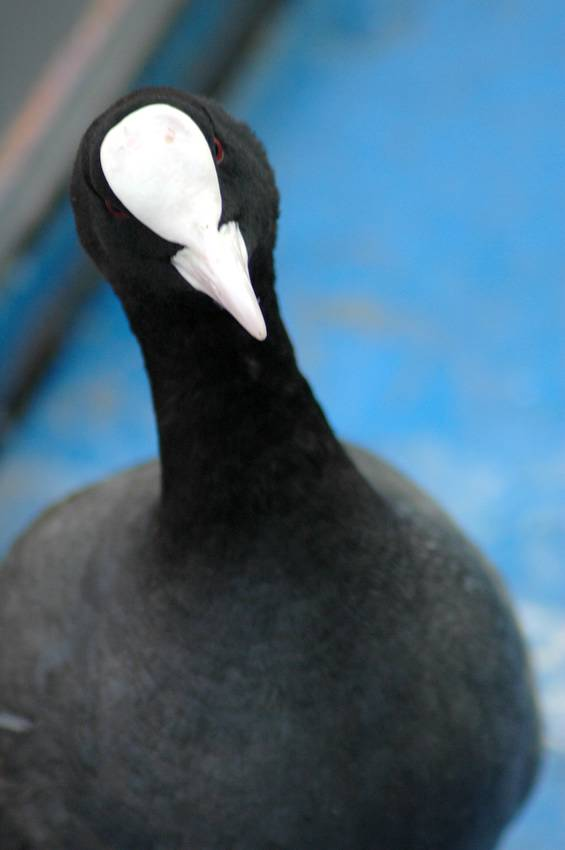
Foulque macroule.

## Protections et labels

Les ZNIEFF, zones Natura 2000 et parc naturels des mille étangs et environs.

La région des Mille étangs est reconnue comme zone naturelle d'intérêt écologique, faunistique et floristique (ZNIEFF) par l'inventaire national du patrimoine naturel (INPN), elle est en grande partie incluse dans une zone Natura 2000 créée en 2004 (étendue en 2016) et dans le parc naturel régional des Ballons des Vosges. Au sud se trouve la réserve naturelle régionale de la tourbière de la Grande Pile.
La zone Natura 2000 inclus 51 ZNIEFF de type 1 et 3 ZNIEFF de type 2, en majorité des étangs et des tourbières (19 ZNIEFF de type 1 et une ZNIEFF de type 2).
Lite des ZNIEFF, zones Natura 2000 et parc naturel  du plateau des Mille étangs et limitrophes (voir carte ci-contre) :
1. zone Natura 2000 du Plateau des mille étangs[i 1] ;
2. étang et tourbière du grand Saint-Maurice[i 3] ;
3. ruisseau de la Noue Armand[i 4] ;
4. vallée supérieure de l'Ognon et ses affluents[i 5] ;
5. réserve naturelle régionale de la tourbière de la Grande Pile[i 6],[9] ;
6. ancien aérodrome de Lure Malbouhans[i 7] ;
7. le Mont de vannes et le Rhien[i 8] ;
8. ZNIEFF du Plateau des mille étangs[i 1] ;
9. vallée de la Lanterne et du Breuchin[i 9] ;
10. ruisseau et tourbière d'Evouhey[i 10] ;
11. inclus :
  - derrière les cent sous et pré ramey[i 11] ;
  - tourbière des grands Faings[i 12] ;
  - étang du Liebaud[i 13] ;
  - étang des Gorgeots[i 14] ;
  - étangs des bois du prince et des Perrières[i 15] ;
  - le Beuletin et ses affluents[i 16] ;
  - étang à l'est de la goutte Gehan[i 17] ;
  - étang de la vierge du Reposou[i 18] ;
  - ruisseau du Bozon[i 19] ;
  - étang du Sapin-du-Haut[i 20] ;
12. étangs et ruisseaux de Mansevillers et du Pré[i 21]  ;
13. le bois du Fahy[i 22] ;
14. inclus :
  - Le cigle de Ternuay[i 23] ;
  - étang des Chaumy[i 24] ;
15. inclus :
  - tourbière et étang de la grande Chaussée[i 25] ;
  - étangs et tourbières feu de Chaudière au Serrurey[i 26] ;
  - vallée du Breuchin entre Amage et Faucogney[i 27] ;
16. inclus :
  - étangs en Pré Perras et en Pré Boichey[i 28] ;
  - étang du Boffy et des Gros Feux[i 29] ;
  - étang au Plain des Romains[i 30] ;
  - étang de la Goutte du Frêne[i 31] ;
  - ruisseaux des Avoineries et de Saint-Hilaire[i 32] ;
  - cascades de Miellin[i 33] ;
17. inclus :
  - ruisseaux de la foule et des rivets[i 34] ;
  - étangs Lantau et Girard[i 35] ;
  - étang et ruisseau du bois de Forembert[i 36] ;
  - étangs d'Arfin et tourbière de l'Ambyme[i 37] ;
  - étangs d'Épée[i 38] ;
  - étang Cheval[i 39] ;
18. parc naturel régional des Ballons des Vosges[10].

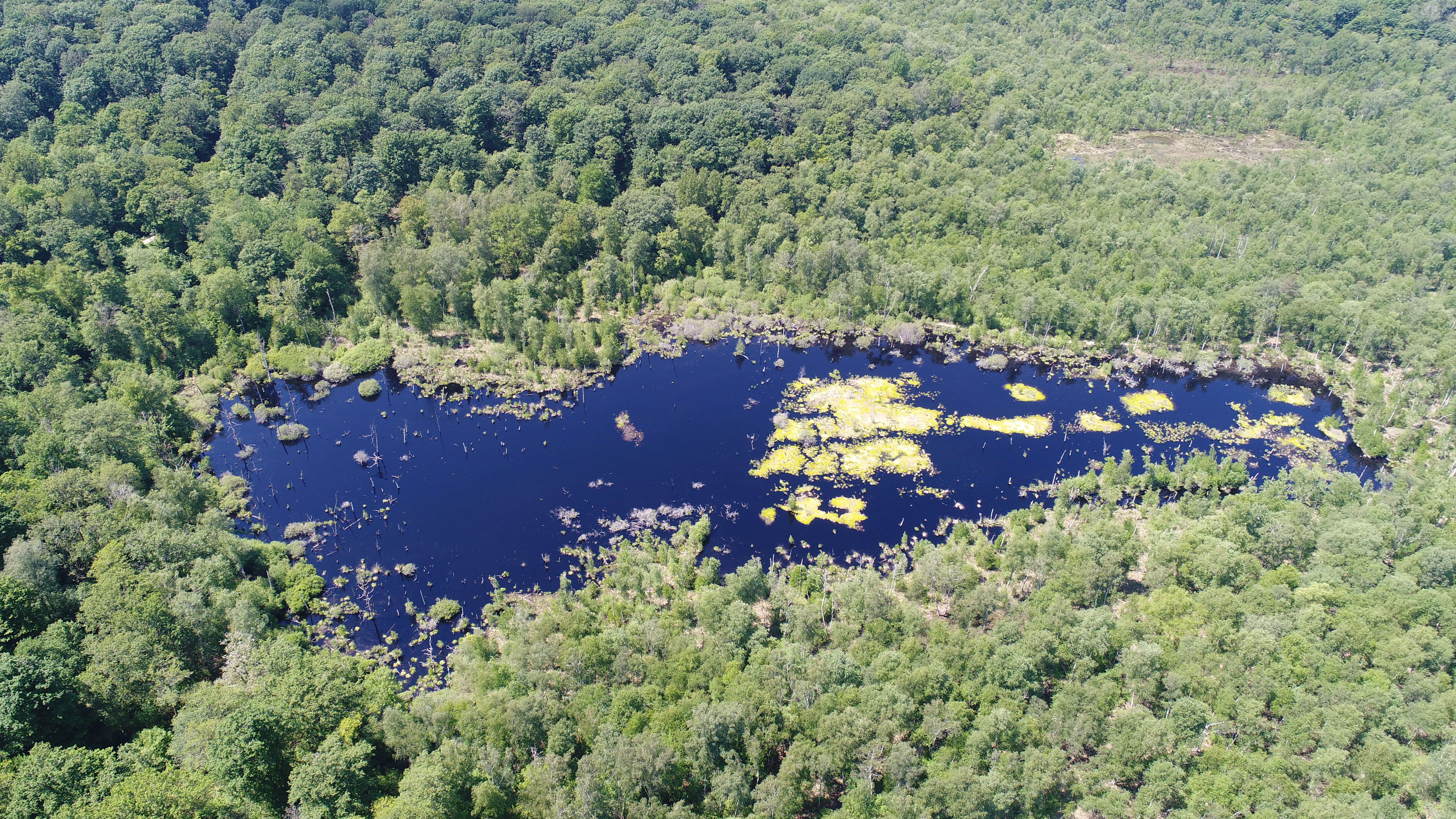
Vue aérienne de la tourbière de la Grande Pile.
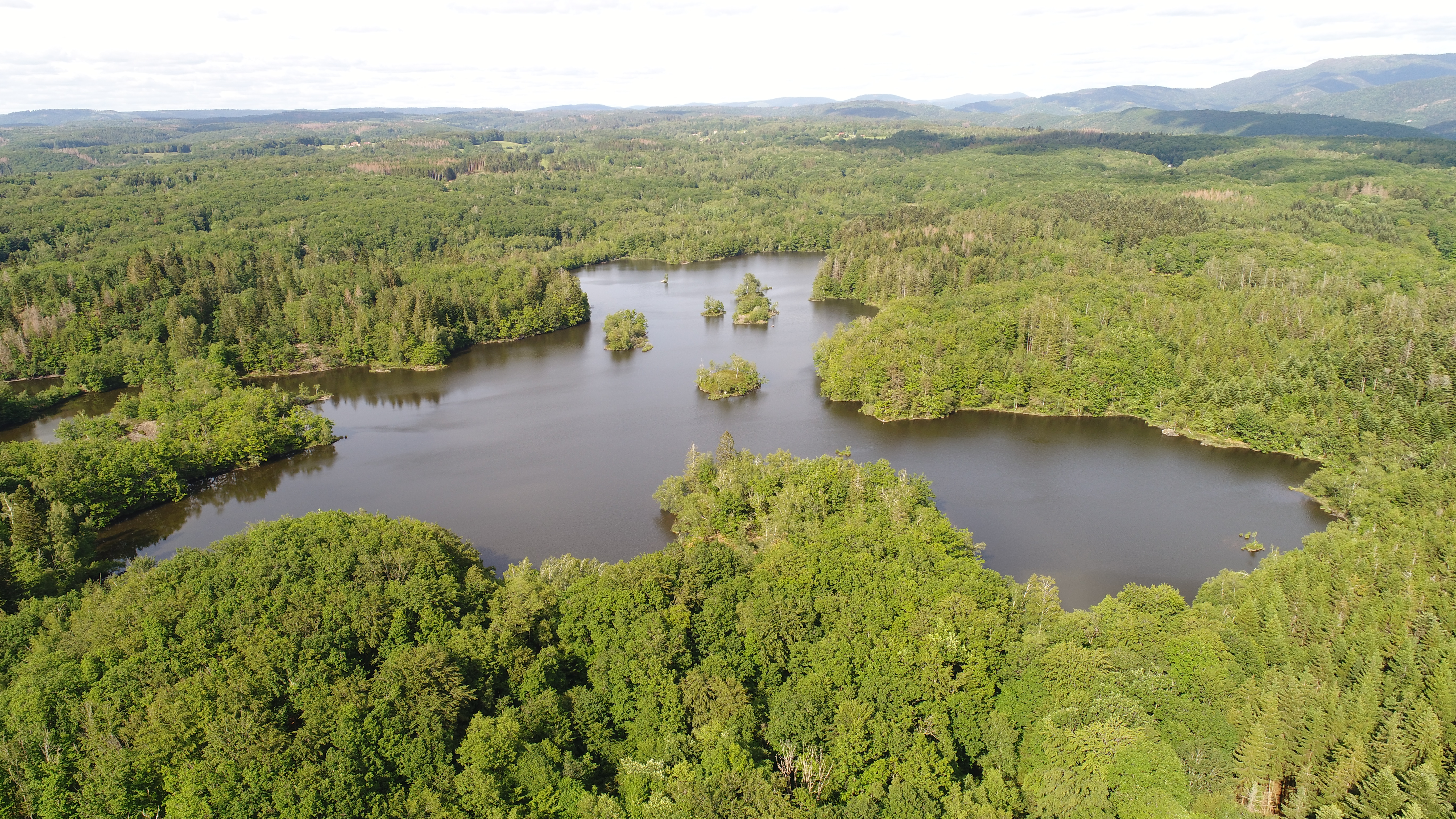
L'étang d'Arfin à Faucogney-et-la-Mer.
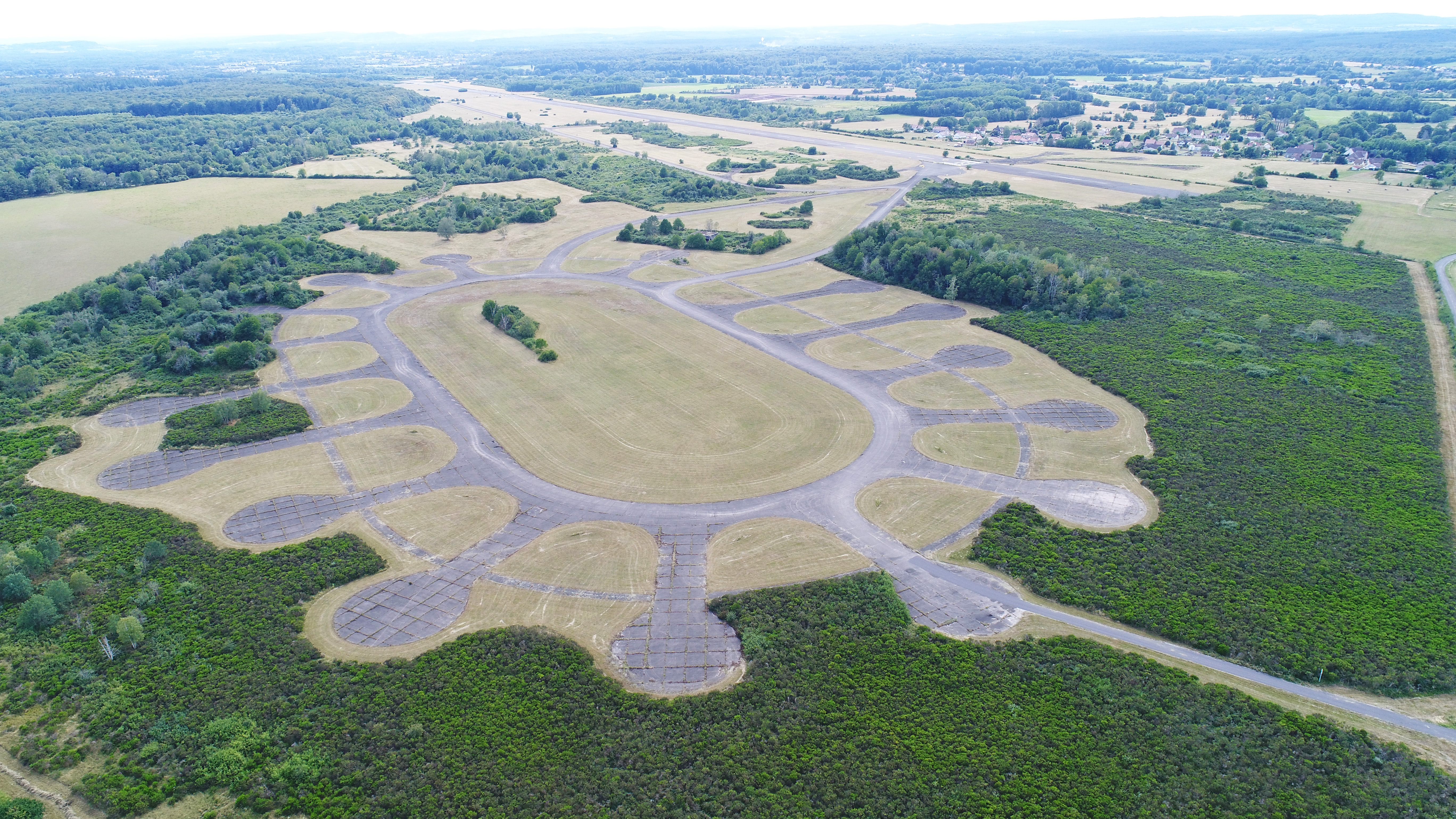
L'ancien aérodrome de Lure Malbouhans.

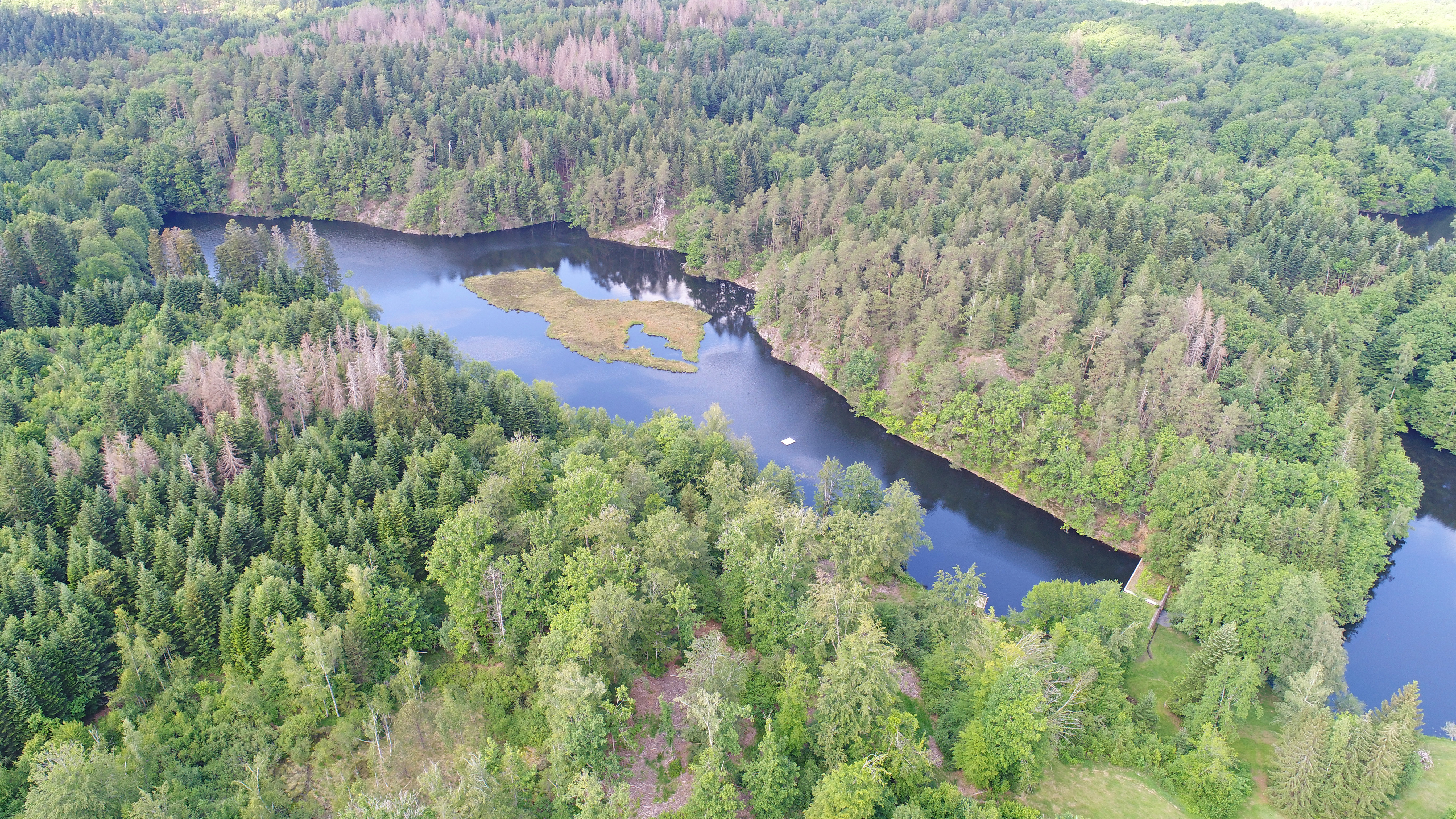
L'un des étangs d'Épée à Faucogney-et-la-Mer.
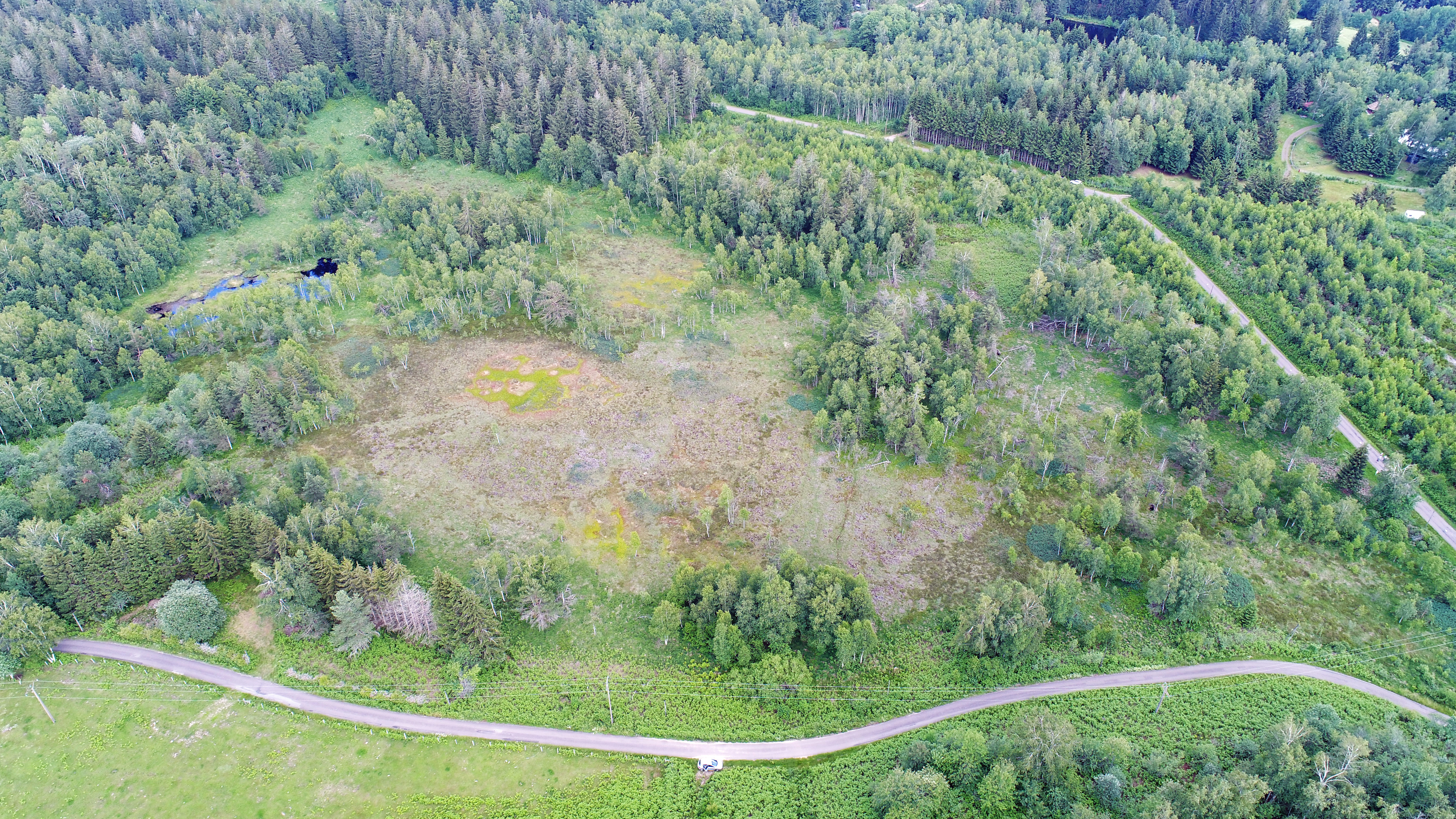
La tourbière des Grands Faings à Beulotte-Saint-Laurent.
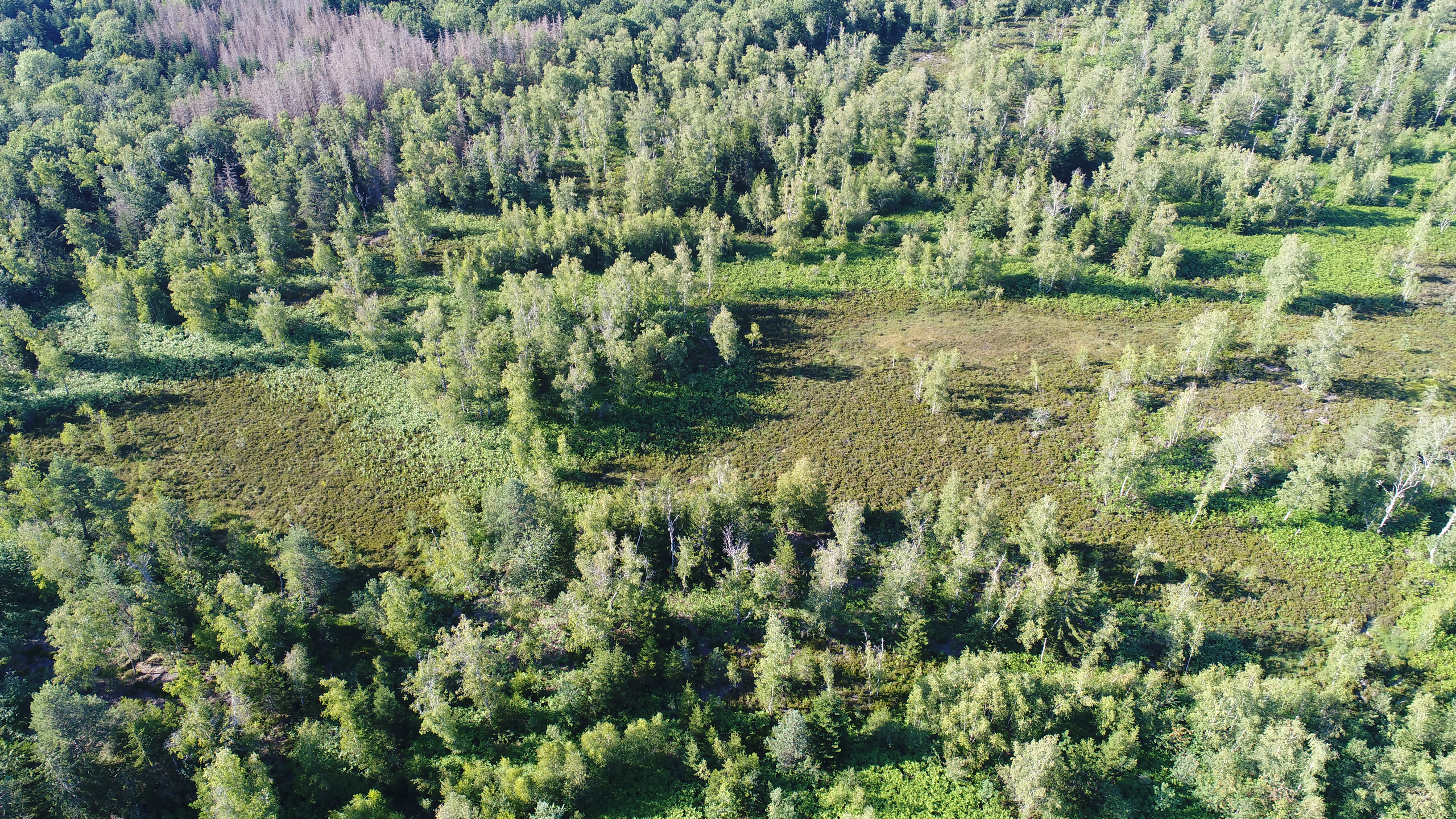
Le cigle de Ternuay.

En complémentarité du classement en site Natura 2000 et des nombreuses ZNIEFF, le plateau bénéficie en 2008 de deux plans paysages et de deux contrats rivières.
Le plateau des mille étangs se retrouve particulièrement médiatisé lors du passage du Tour de France 2014, c'est pourquoi le département de la Haute-Saône souhaite labelliser cette région Grand Site de France pour ensuite postuler à une inscription au patrimoine mondial de l'UNESCO. Pour appuyer ces projets, une mission universitaire, composée de 13 chercheurs franc-comtois et lorrains, est constituée début 2018. Les études scientifiques sont restituées en mars 2019 lors d'une conférence publique avec la presse locale et des élus du département,,.

## Loisirs et tourisme
Le paysage post-glaciaire de ce plateau évoque les milieux scandinaves, d’où son surnom de « Petite Finlande » par analogie avec les « Mille Lacs » finlandais. Cette région attire ainsi des randonneurs, vététistes, pêcheurs et amateurs de nature. 70 % des touristes sont de nationalité française,.
Dans le périmètre de la zone Natura 2000 existe 936 hébergements touristiques (dont cinq campings) cumulant 5 450 lits.
L'office de tourisme des mille étangs et le département proposent ainsi 22 randonnées dont la longueur varie de 4 à 24 km et une randonnée en itinérance de 80 km en quatre étapes. Tous les ans est organisé un festival de la randonnée : « Mille pas aux 1000 étangs ». En 2019, 18 associations se sont regroupées pour organiser 16 itinéraires de longueur et niveaux variables. Des activités de cyclotourisme sont également développées : trois boucles cyclables dont la longueur varie de 24 à 62 km, cinq circuits pour VTT dont la longueur varie de 15 à 28 km ; un service de vente, entretien et réparation de cycles est également proposé avec la possibilité de louer des vélos à assistance électrique (VAE). Un itinéraire balisé de 15 km est réservé à la randonnée avec raquette à neige et au ski de fond. Des randonnées équestres sont également proposées. Enfin, un itinéraire routier de 60 km, « L'Échappée des 1000 Étangs », permet de visiter six lieux majeurs  agrémentés d’outils interprétation interactifs.

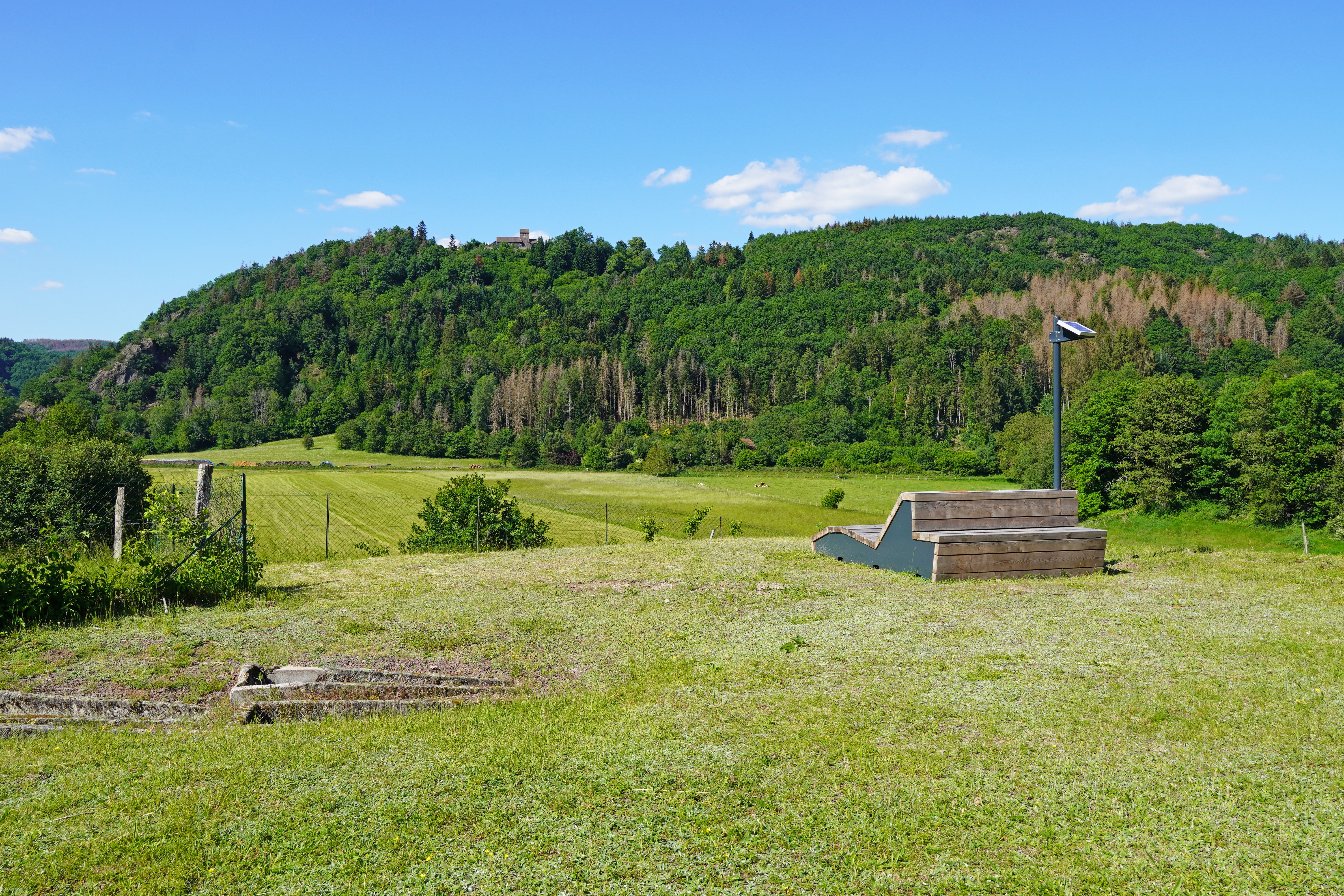
L'une des étapes équipée d'un outil interprétation interactif de « l'Échappée des 1000 Étangs », sur le site du monastère d'Annegray à La Voivre avec vue sur la chapelle Saint-Martin de Faucogney-et-la-Mer.
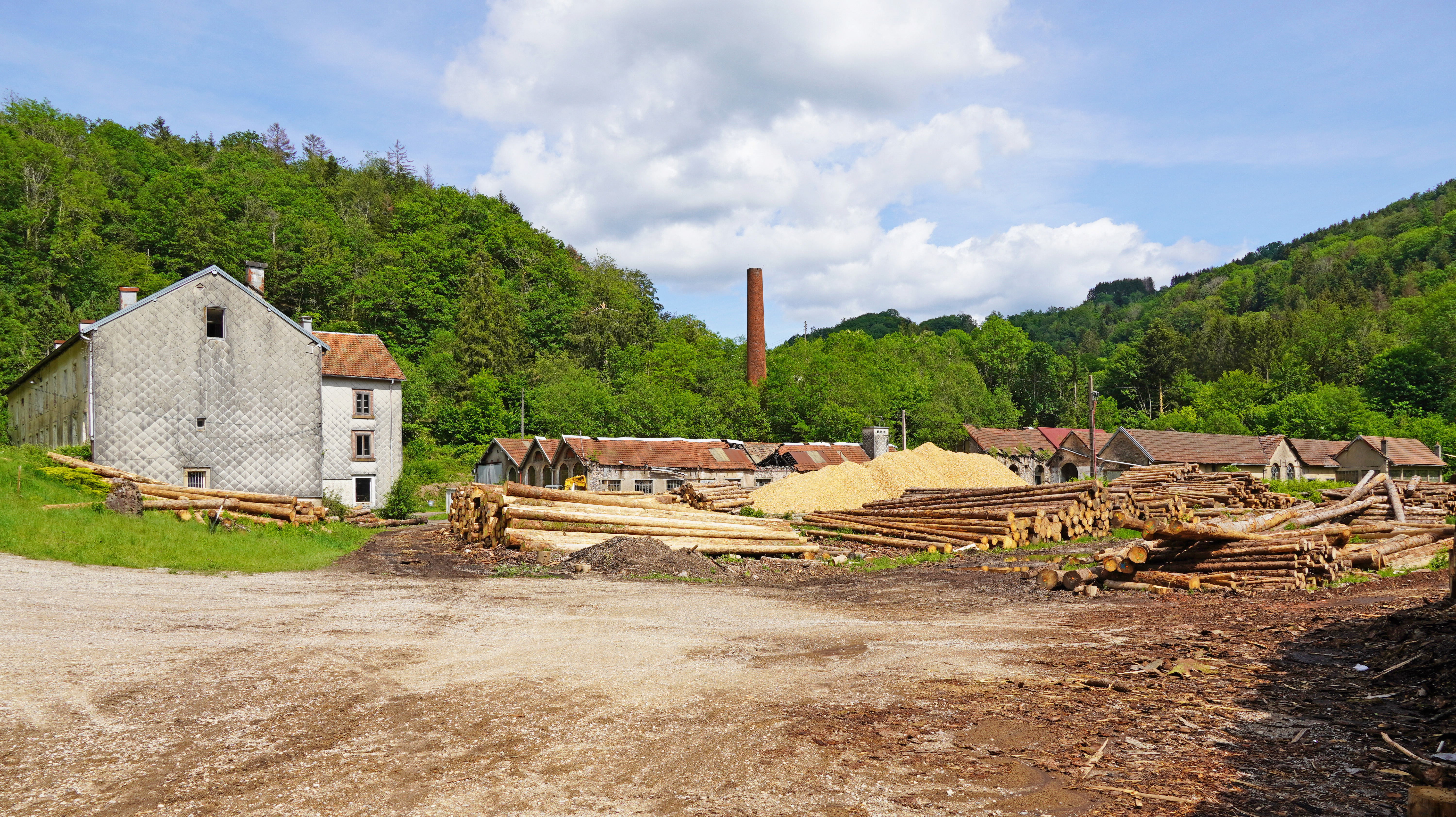
Ancienne usine à Corravillers (patrimoine industriel du plateau).